# Wildnis

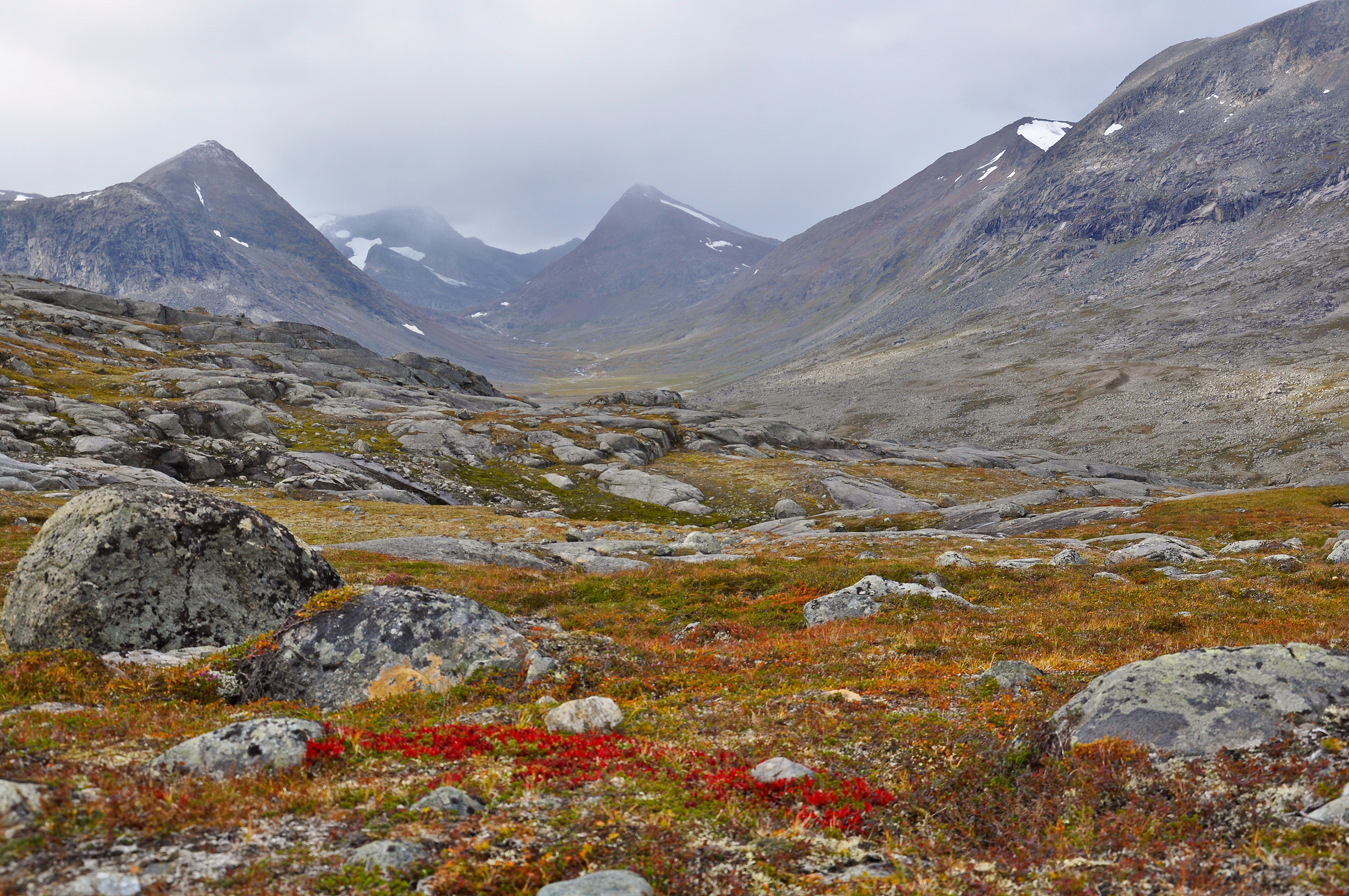
Große Flächen weitgehend unberührter Wildnis findet man in Europa fast nur noch im hohen Norden (Abbildung: Nordland in Norwegen)

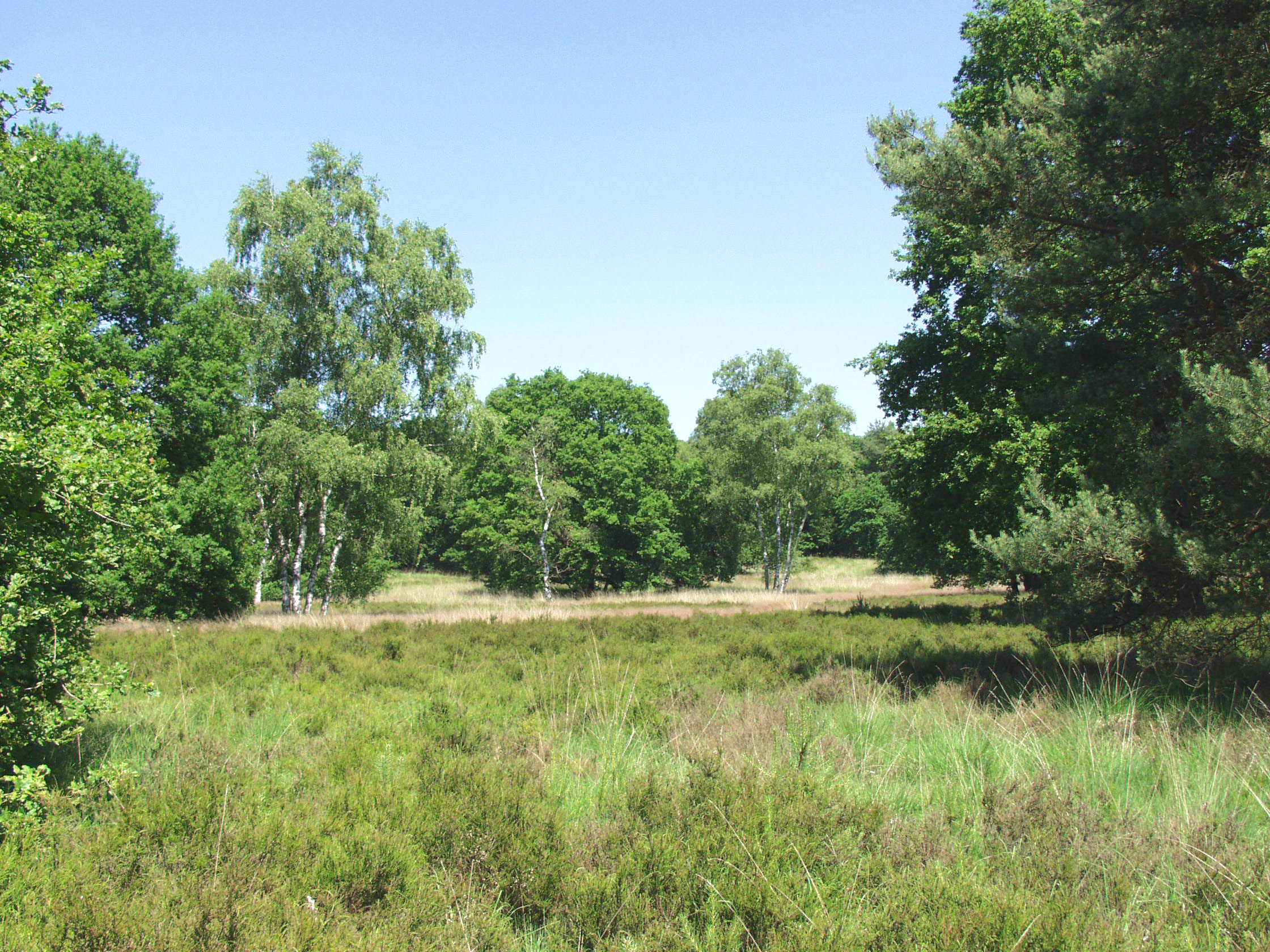
Heide: früher ein Synonym für Wildnis, tatsächlich jedoch keine Natur-, sondern eine Kulturlandschaft

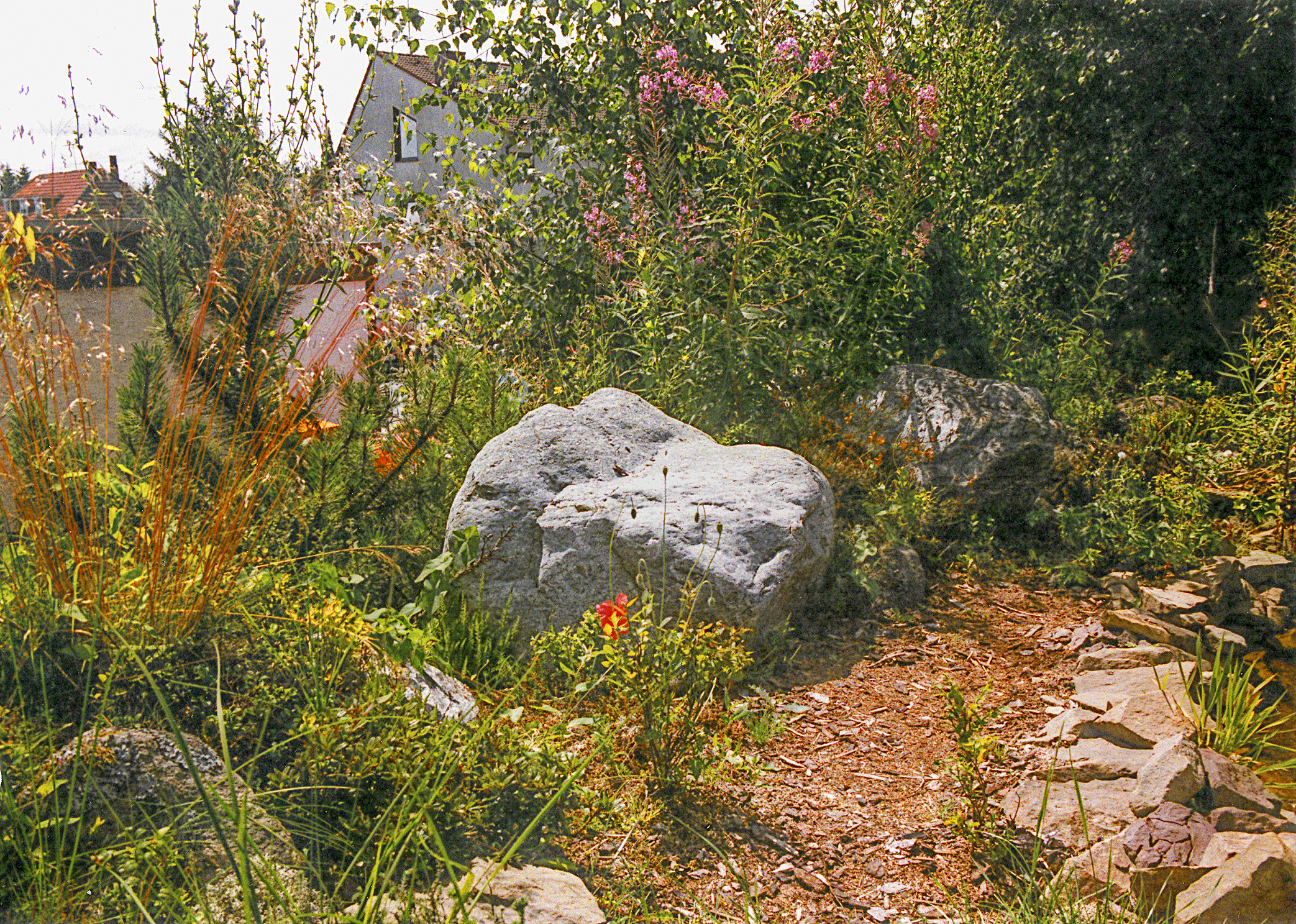
Garten-„Wildnis“: manchmal abwertend im Sinne der zweiten Begriffsbestimmung gemeint

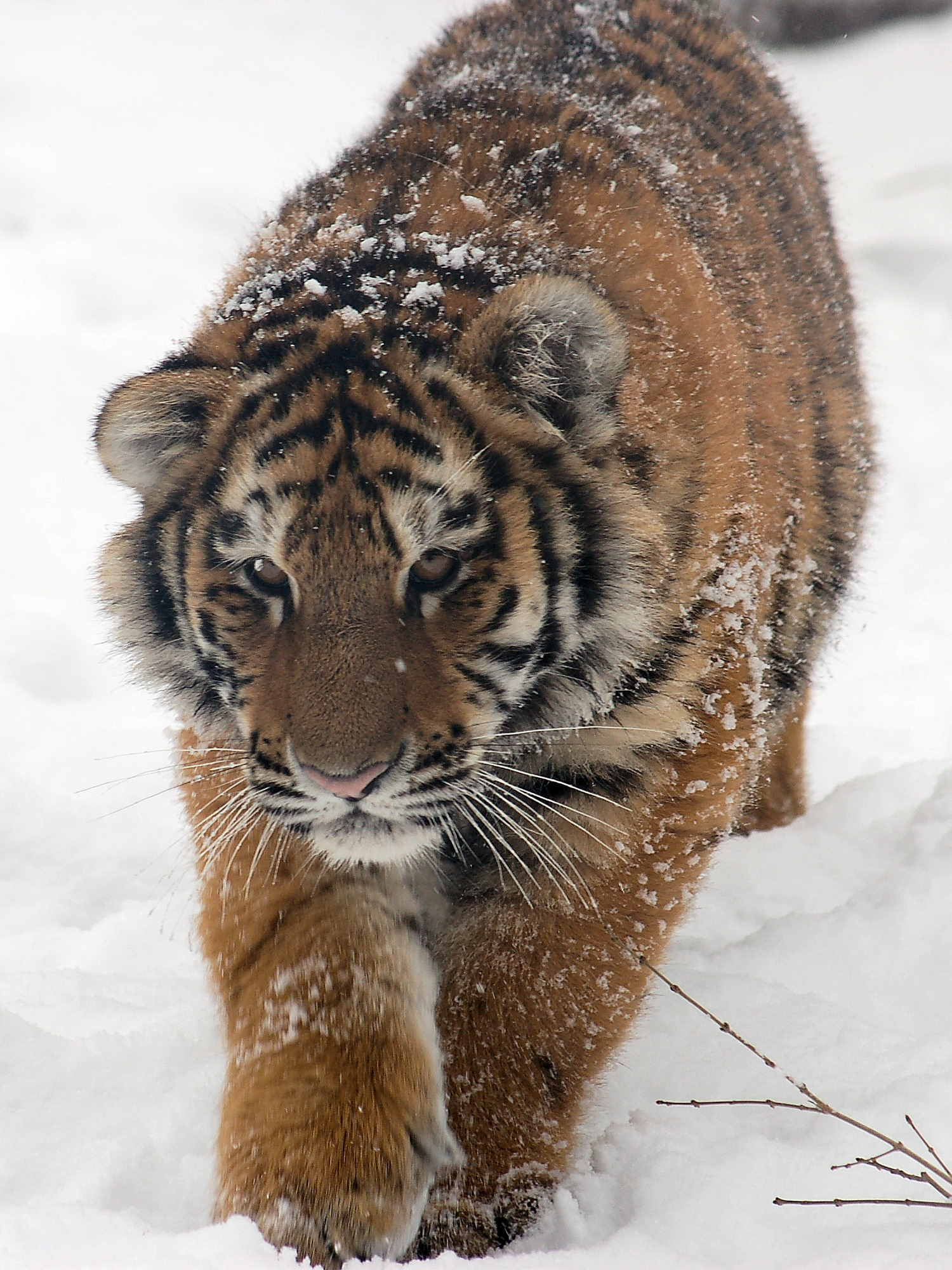
Viele große Raubtiere – wie z. B. der Amurtiger – sind auf ungestörte Wildnisgebiete angewiesen (Foto aus dem Zoo Pittsburgh, USA).

Wildnis ist – wie Landschaft und Natur – kein naturwissenschaftlicher, sondern ein alltagssprachlicher Begriff für naturbelassene Landflächen mit unterschiedlichen, kulturell geprägten Bedeutungen. Es gibt zwei verschiedenartige Begriffsbestimmungen:
1. Nach der ersten wird unter Wildnis eine vom Menschen weitgehend unbeeinflusste Naturlandschaft (Primärnatur) verstanden,[1] die sich durch naturwissenschaftliche Parameter beschreiben und von Kulturlandschaften, Städten, Landwirtschaftsflächen, Forsten usw. abgrenzen lässt.[2][3] In diesem Sinne kann man noch rund ein Viertel bis ein Drittel der Landoberfläche als Wildnis bezeichnen.
2. Die zweite Begriffsbestimmung ist mit einem Werturteil verbunden. Demnach wird ein Gebiet als Wildnis bezeichnet, wenn ihm die Bedeutung einer Gegenwelt zu irgendeinem kulturellen Ordnungsprinzip zugewiesen wird. Dabei kann die Bewertung sowohl positiv als auch negativ ausfallen: abwertend z. B. als „ungezähmte, unordentliche“ Natur im Gegensatz zur kultivierten Natur, aufwertend z. B. als „unverdorbene, unschuldige“ Urnatur.[4][5][6] Sie ist „das unbetretene, unberührte Gelände im Universum dessen, was wir durch Neuzeit und Moderne hindurch als Natur zu erkennen suchten“.[7]

## Begriffsgeschichte und Etymologie
Der Begriff Wildnis tauchte erstmals im 15. Jahrhundert in den mittelhochdeutschen Formen „wiltnisse“, „wiltnis“, „wiltnüsse“ oder „wiltnus“ im deutschen Schrifttum auf. Ab dem 17. Jahrhundert setzt sich langsam die Form „Wildnis“ durch. Die Wortbedeutung wird abgeleitet vom Adjektiv „wild“, das erstmals im Althochdeutschen und Altsächsischen des 8. Jahrhunderts als „wildi“ auftaucht und „unbebaut“, „ungezähmt“ oder „fremd“ meint. Das zusammengesetzte Wort „Wild-nis“ bedeutet demnach ‘unbebaute, unkultivierte Gegend mit üppig wucherndem Pflanzenwuchs und ungezähmten Tieren’.
Die gleichbedeutenden Wörter in den anderen germanischen Sprachen enthalten fast immer den Wortbestandteil „wild“, der in den meisten Sprachen sehr ähnlich klingt und auf die (rekonstruierte) urgermanische Wurzel *wilthiz bzw. *wilþja- zurückgeführt wird. Deutsch, Englisch, Niederländisch: wild, Schwedisch, Dänisch: vild, Norwegisch: vill, Isländisch: villtur.
Synonyme für Wildnis sind allgemein „Abgeschiedenheit“, „Menschenleere“, „Einöde“, „Ödland“ (öde(n) ursprünglich ebenfalls „unbewohnt“, aber auch „unbebaut“). Das Wort wird heute vorwiegend stellvertretend für unbewohnte Landschaften wie „Steppe“, „Wüste“, „Urwald“, „Heide“, „Moor“ u. Ä. verwendet. Darüber hinaus steht Wildnis jedoch auch für solch negativ belegte Begriffe wie „Unfruchtbarkeit“, „Trostlosigkeit“, „Nutzlosigkeit“, „Verbannung“ oder „Kulturlosigkeit“.

## Abgrenzung zu den Kulturlandschaften

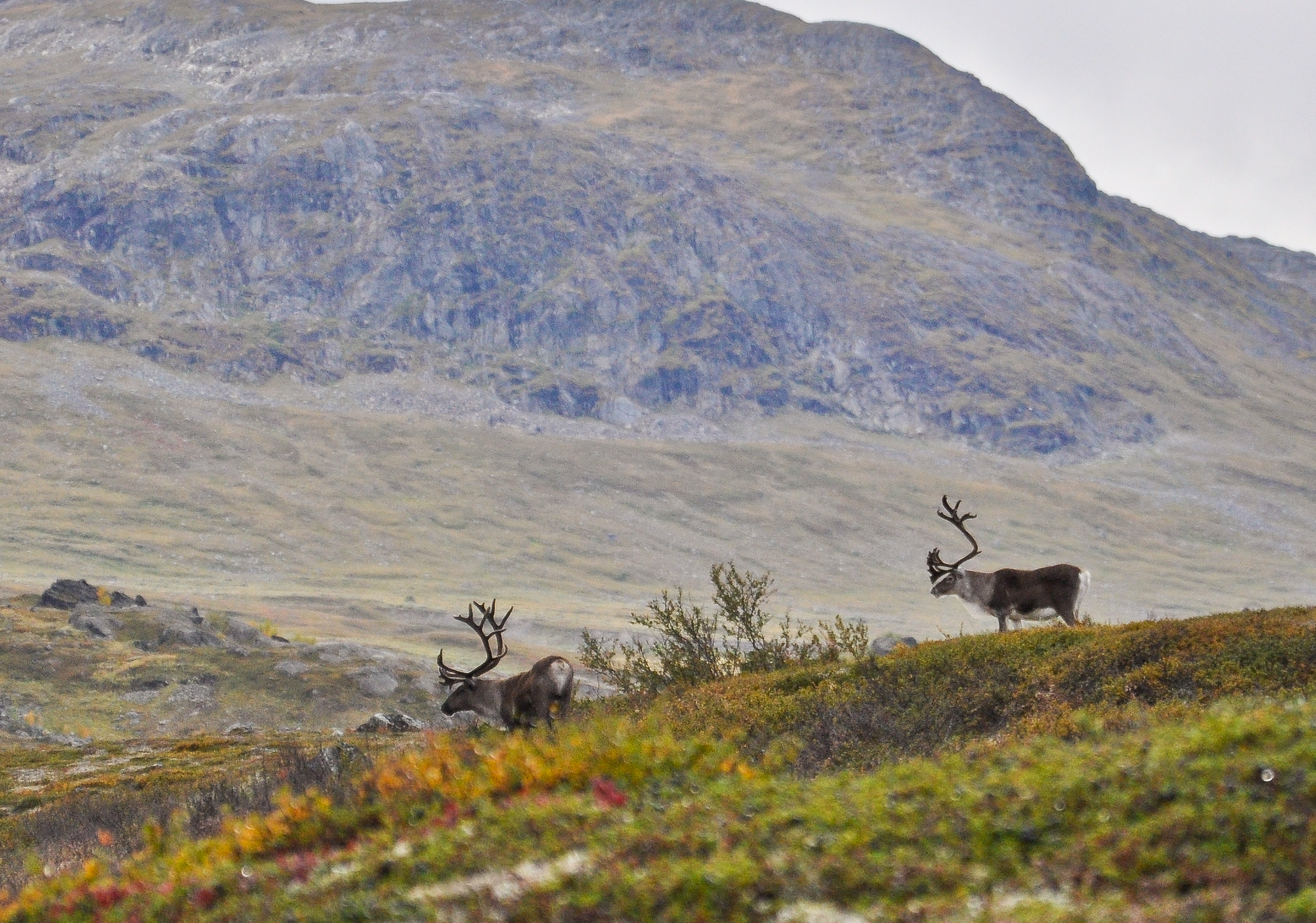
Lapplands Fjällberge: „Rentierweide-Kulturlandschaft“ oder Wildnis? Die quantitative Auslegung wird in Debatten bisweilen polemisch verwendet.

Aufgrund einer fehlenden wissenschaftlichen Definition des Begriffes „Wildnis“ kommt es immer wieder zu Debatten im Sinne der Behauptung: „Sind nicht fast alle Wildnisgebiete eigentlich anthropogen beeinflusste Kulturlandschaften?“ Häufig wird dieses Argument verwendet, wenn es um die Erhaltung „intakter Naturlandschaften“ geht. Es ist unumstritten, dass sich fast überall auf der Erde mehr oder weniger deutliche Spuren menschlichen Wirtschaftens finden lassen: So stehen bereits Jäger und Sammler der Frühzeit im Verdacht, erheblich an der Bildung der weltweiten Feuerökosysteme (ein Großteil der Savannen, subtropische Graslandschaften, Hartlaub-Buschland) beteiligt zu sein. Dennoch bestehen aus ökologischer Perspektive große Unterschiede zwischen der dauerhaft besiedelten und bewohnten Ökumene und den fast unbesiedelten und nur in geringem Umfang traditionell genutzten – sprich: naturnahen – Gebieten der sogenannten Subökumene (z. B. der Regenwälder am Amazonas, die gern in diesem Zusammenhang genannt werden). So wird hier ein sehr weit gefasster Kulturlandschaftsbegriff bemüht, der tatsächlich jedoch in der Fachwelt selten verwendet wird.
„Kulturlandschaft“ ist ebenso unscharf und nicht festgelegt wie der Wildnisbegriff. Letzten Endes offenbart sich hier die weltanschaulich-philosophische Frage nach dem Unterschied zwischen Mensch und Natur.

„Wie Natur ist und wie sie sein soll, bleibt technischen Kulturen im Grunde ein Rätsel.“

## Definitionen von Wildnis im Sinne des Naturschutzes
Seit mit dem Yellowstone-Nationalpark im Jahre 1872 zum ersten Mal ein großes Wildnisgebiet unter Schutz gestellt wurde, entstand die Notwendigkeit, den Begriff genauer zu definieren. Wie man den folgenden Begriffsbestimmungen entnehmen kann, sind die Vorstellungen in dieser Hinsicht sehr unterschiedlich.

### Conservation International
Als Wildnis im Sinne der Conservation International gelten Bereiche, in denen 70 oder mehr Prozent der ursprünglichen Vegetation erhalten sind, die mehr als 10.000 Quadratkilometer umfassen und in denen weniger als fünf Menschen pro Quadratkilometer leben. (Unter diese Definition fallen weltweit 37 Gebiete.)

### International Union of Conservation Nature
Die International Union for Conservation of Nature and Natural Resources (IUCN) definiert Wildnis ebenfalls weniger abhängig von der Flächengröße und mehr im Hinblick auf auszuweisende Schutzgebiete (Wilderness Area IUCN Ib):

„Als Wildnis gilt ein ausgedehntes, ursprüngliches oder leicht verändertes Gebiet, das seinen ursprünglichen Charakter bewahrt hat, eine weitgehend ungestörte Lebensraumdynamik und biologische Vielfalt aufweist, in dem keine ständigen Siedlungen sowie sonstige Infrastrukturen mit gravierendem Einfluss existieren und dessen Schutz und Management dazu dienen, seinen ursprünglichen Charakter zu erhalten.“

### Neuseeland
In Neuseeland gelten als Wildnis unbewohnte Gebiete, für die man „mindestens zwei Tagesmärsche zur Durchquerung benötigt.“, das entspricht 1.500–5.000 km².

### Vereinigte Staaten
Unter das Gesetz zum Schutz der Wildnis von 1964 (Wilderness Act) fallen in den Vereinigten Staaten mindestens 20 km² große, unbesiedelte, natürliche Landschaften – oder Inseln, die auch kleiner sein dürfen. Wilderness Areas werden vom US-Kongress durch Gesetz gewidmet. Es gibt 757 (Stand 2012) Wilderness Areas in 44 der 50 US-Bundesstaaten und in Puerto Rico.

### Europa
Im Februar 2009 hat das Europaparlament auf Antrag einer Reihe von Nichtregierungsorganisationen (NGO) eine (nicht rechtlich bindende) Resolution zur Erhaltung von Wildnisgebieten in Europa verabschiedet, die in das Naturschutz-Netzwerk Natura 2000 integriert werden soll. Daraufhin bildeten die NGOs eine Arbeitsgruppe (European Wilderness Working Group) zur Konkretisierung der Empfehlungen, die 2012 abgeschlossen wurden. Darin enthalten ist folgende Definition von Wildnis:
„Wildnisgebiete sind große, unveränderte oder nur leicht veränderte Naturgebiete, die von natürlichen Prozessen beherrscht werden und in denen es keine menschlichen Eingriffe, keine Infrastruktur und keine Dauersiedlungen gibt. Sie werden dergestalt geschützt und betreut, dass ihr natürlicher Zustand erhalten bleibt und sie Menschen die Möglichkeit zu besonderen geistig-seelischen Naturerfahrungen bieten.“ (European Wilderness Working Group, September 2011, Übersetzung von Bernhard Kohler. Programmleiter Biodiversität. WWF Österreich)
Die vom WWF initiierte Organisation „PAN Parks“ hat als eine der federführenden NGOs dieses Prozesses für „große Naturgebiete“ einen Wert von mindestens 100 km² festgelegt.
Nach der Übernahme der PAN Parks durch die European Wilderness Society (EWS) im Jahr 2014 hat die EWS vorgeschlagen, die Mindestgröße „echter Wildnis“ im Kern solcher Schutzgebiete auf 30 km² festzulegen. Die umgebenden Gebiete agieren als Pufferzone zu bewirtschafteten Regionen und sollen sich dann im Laufe der Zeit ebenso zu Wildnis entwickeln. Da es in Europa nur noch extrem wenige Gebiete gibt, die die strengen IUCN-Kriterien für Wildnisgebiete erfüllen, wurde darüber hinaus von der European Wilderness Working Group eine weitere Definition für sogenannte „wilde Regionen“ (wild areas) vorgeschlagen:
„Wilde Regionen sind naturnahe Lebensräume, deren Entwicklung überwiegend von natürlichen Prozessen dominiert wird. Sie sind zumeist kleiner oder stärker fragmentiert als Wildnisgebiete, können jedoch auch sehr großflächig sein. Der Zustand ihrer Biotope, Prozesse und Artenzusammensetzung zeigt oft deutliche Spuren früherer menschlicher Nutzung und Inanspruchnahme, wie zum Beispiel durch Beweidung, Jagd, Fischerei, Forstwirtschaft, Sportaktivitäten oder andere Folgen menschlicher Aktivitäten.“

#### Nordeuropa (ohne Russland)
Die größten verbliebenen Wildnisgebiete des westlichen Europas liegen in der Subökumene Fennoskandinaviens und Islands. Finden sich keine markierten Wanderwege oder touristischen Anlagen in zusammenhängenden Gebieten, die größer als 1000 km² sind und mehr als 15 km von Straßen oder Eisenbahnlinien entfernt liegen, spricht man in Schweden von „Wildniskernen“. Nach dieser strengen Festlegung gibt es noch neun Wildniskerne. Sie liegen ausschließlich in der nördlichsten Provinz Norrbotten und machen 4,5 % der Fläche Schwedens bzw. 14,5 % Norrbottens aus. Alle anderen unbesiedelten Gebiete von mindestens 10 km² (Süd- und Mittelschweden) bzw. 20 km² (Nordschweden), die nicht schmaler als 1 km sind, werden als „Weglose Gebiete“ bezeichnet.

#### Deutschland
In den am dichtesten besiedelten Ländern Europas (Ökumene), wo ursprüngliche Wildnis praktisch nur noch in den höchsten Bergregionen zu finden ist (z. B. gelten noch 4 % der Alpen als Wildnis) werden notgedrungen auch noch kleinere Mindestflächen als in Nordeuropa anerkannt.
Im Jahr 2007 wurde in der Nationalen Strategie zur Biologischen Vielfalt festgelegt, dass sich auf zwei Prozent der Landfläche Deutschlands Natur nach ihren eigenen Gesetzmäßigkeiten entwickeln soll (Zwei-Prozent-Wildnisziel). Das Zwei-Prozent-Wildnisziel wurde in der 2024 durch die Bundesregierung verabschiedeten Auflage der Nationalen Strategie zur biologischen Vielfalt 2030 (NBS) erneuert: „Bis 2030 entwickelt sich auf mindestens zwei Prozent der Fläche Deutschlands die Natur in großflächigen Wildnisgebieten, die zusammen mit kleineren Flächen dazu beitragen, dass Prozessschutzflächen den überwiegenden Teil der streng geschützten Gebiete im Sinne der EU-Biodiversitätsstrategie ausmachen.“ Wildnisgebiete laut NBS sind „ausreichend große, (weitgehend) unzerschnittene, nutzungsfreie Gebiete, die dazu dienen, einen vom Menschen unbeeinflussten Ablauf natürlicher Prozesse dauerhaft zu gewährleisten.“ Das Bundesamt für Naturschutz konkretisiert im Dokument „Qualitätskriterien zur Auswahl von großflächigen Wildnisgebieten in Deutschland im Sinne des Zwei-Prozent-Wildnisziels der Nationalen Biodiversitätsstrategie“ das Wildnisgebiete „vorzugsweise eine Größe von mindestens 1000 Hektar, in flussbegleitenden Auwäldern, Mooren und an Küsten mindestens 500 Hektar aufweisen“. Ebenfalls als Wildnisgebiet eingestuft werden die Kernzonen von Nationalparken und großflächige, zusammenhängende Kernzonen von UNESCO-Biosphärenreservaten. Für Wildnisgebiete im Sinne der NBS wird dabei keine neue Schutzsgebietskategorie angestrebt, sondern die Erlangung einer Zusatzqualifikation bzw. eines Prädikats.
Die Initiative Wildnis in Deutschland – ein Zusammenschluss aus 21 der größten Umwelt- und Naturschutzorganisationen in Deutschland – gibt auf ihrer Website drei entscheidende Kriterien für Wildnisgebiete an: (1) eine ungesteuerte Entwicklung der Natur ohne direkte Eingriffe des Menschen, (2) eine Mindestgröße von zusammenhängenden 1.000 Hektar (für Auwälder, Küsten, Moore und Seen auch 500 Hektar) oder eine Ausweisung als Nationalpark bzw. größere Kernzone eines UNESCO-Biosphärenreservats, (3) das Ziel der Wildnisentwicklung muss dauerhaft abgesichert sein. Darüber hinaus weist die Initiative Wildnis in Deutschland darauf hin, dass laut ihren Positionen zur Wildnis zu einer ungesteuerten Entwicklung der Natur auch ein Verzicht auf Jagd auf mindestens 75 Prozent der Fläche gehört. Mit zwölf Positionen (Stand 2024) legt die Initiative Wildnis in Deutschland Handlungsempfehlungen und gute Gründe dar, warum Wildnis für die Natur und für Menschen von großer Bedeutung ist.
Die Initiative Wildnis in Deutschland unterstützt das Zwei-Prozent-Wildnisziel der Bundesregierung und setzt sich mit ihren Aktivitäten für mehr Wildnis in Deutschland ein.
Laut der Studie „Bilanzierung großflächiger Wildnisgebiete in Deutschland“ gibt es Stand 2024 nur 0,62 Prozent großflächige Wildnisgebiete. Die Studie zeigt jedoch auf, dass es auf weiteren 1,67 Prozent der Landfläche Deutschlands das Potenzial für mehr Wildnis gibt.

#### Schweiz
In der Schweiz gelten Gebiete, die seit länger als 50 Jahren nicht mehr genutzt wurden und mindestens 6 km² umfassen, als schutzwürdige Wildnisparks.

## Primäre Wildnis

### Bestand

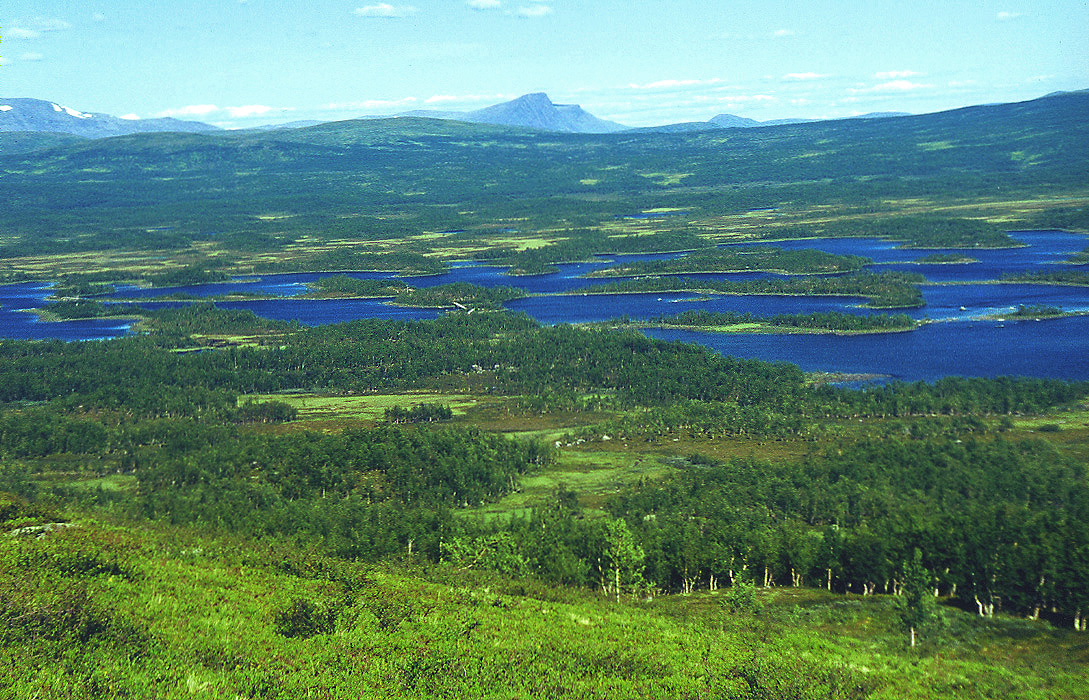
Die „Naturlandschaft“ im Naturreservat Vindelfjäll (S) wird von Samen als Weide für ihre Rentierherden genutzt.

Zur Klassifikation des Wildnisbestandes benötigt man Gradmesser für die Naturnähe, die eine Einschätzung erlauben, wie stark ein Ökosystem durch die Einflüsse des Menschen verändert wurde. Die Ökologie bedient sich hier verschiedener „Hemerobie-Systeme“.
Eine Gruppe von 200 Experten der Naturschutzorganisation Conservation International (CI, s. o.) hat errechnet, dass im Jahre 2002 noch 46 % der irdischen Landoberfläche unberührte und damit schützenswerte Wildnis war. 1996 kam CI noch auf 52 %. Der größte Anteil liegt in Fels-, Eis- oder Wüstenregionen, die ohnehin nicht besiedelt werden können. Betrachtet man nur die bewohnbaren Regionen, sind noch rund 25 % wild. Die unterschiedlichen Maßstäbe für Wildnis werden auch dadurch deutlich, dass andere Organisationen zu ganz unterschiedlichen Ergebnissen kommen. Nach National Geographic z. B. waren 2008 noch 17 % der eisfreien Erdoberfläche (inkl. der Meere) ohne menschliche Eingriffe bzw. ohne Anzeichen menschlichen Tuns, während die IUCN lediglich 10,9 % relativ unberührte Natur errechnet hat (Stand 2003).
Die am wenigsten fragmentierte und größte einheitliche Wildnisregion der Erde ist die Antarktis. Allerdings besteht sie nahezu ausschließlich aus lebensfeindlichen Eis- und Kältewüsten. Nahezu genauso groß sind die arktischen Tundren und Kältewüsten. Sie sind zwar teilweise bereits in einem gewissen Grad fragmentiert, beherbergen jedoch weitaus mehr Biomasse. Die drittgrößte Wildnis der Erde sind die südlich anschließenden borealen Nadelwälder. Die Artenvielfalt und die Menge der Biomasse sind ungleich höher, aber dieser Großraum ist auch deutlich stärker zerschnitten und gefährdet. Fasst man die nordischen Wälder mit der Arktis zusammen, bilden sie die mit Abstand größte Wildnis der Welt, die vor allem ganz Alaska sowie große Teile Kanadas und Russlands einnimmt. Platz drei bildet die trockene und zu einem großen Teil lebensfeindliche Wildnis der Sahara- und Sahelländer. Etwas mehr als halb so groß ist der Amazonas-Urwald, der Brasilien damit zum drittgrößten Wildnisstaat macht. Nach der Antarktis ist Australien der Kontinent mit dem größten Wildnisanteil. Weitere Länder, die noch große Wildnisareale besitzen sind die USA, China, DR Kongo, Indonesien, Kasachstan, Argentinien und Saudi-Arabien.
Weltweit nur noch mit wenigen Ausnahmen relikthaft vorhanden sind Wildnisgebiete in den subtropischen Vegetationszonen sowie in den Laubwäldern der warmgemäßigten Zone. Stark gefährdet sind auch die teilweise noch bedeutenden Reste der nordamerikanischen und asiatischen Steppen sowie der südamerikanischen und afrikanischen Savannenlandschaften.
Weitere Gebiete siehe → folgende Weltkarte (Hinweis: Mauszeiger ohne Klicken auf ein Wildnisgebiete der Weltkarte legen und nicht mehr bewegen, um den Namen des Gebietes zu sehen).

#### Last of the wild
Die umfassende Studie Last of the wild – Version 2, die 2005 von der Wildlife Conservation Society und dem „Center for International Earth Science Information Network“ (CIESIN) an der Columbia University (New York) veröffentlicht wurde, kommt auf einen Wert von 16 % „most wild“ (im Folgenden übersetzt mit Kernwildnis) und 47 % „last of the wild“ (im Folgenden übersetzt mit Wildnischarakter) – ohne Berücksichtigung der Antarktis.
Nicht selten wird in Veröffentlichungen ein Anteil genannt, bei dem die Fläche der Antarktis nicht in die Berechnungsgrundlage eingeht. Leider ist das oftmals nicht erkennbar. Legt man die komplette Landfläche der Erde zu Grunde, kommt man auf 22 % Kernwildnisgebiete und 51 % Gebiete mit Wildnischarakter (siehe Weltkarte).
Die Studie basiert u. a. auf Satellitendaten der NASA und des Joint Research Centers der Europäischen Kommission.
- In einem ersten Schritt wurde der menschliche Einfluss auf die Natur (HII – „Human influence index“) ermittelt und mit Hilfe eines einfachen Punktesystems gewichtet. Dazu wurden Daten zu Bevölkerungsdichte (0 bis >9,6 Einw./km²), Verkehrswegen (Einfluss je nach Abstand, zumeist <2 km, 2–15 km, >15 km), künstlich beleuchteten Bereichen der Erdoberfläche (Intensität 0 bis >89), Lage innerhalb oder außerhalb verstädterter Gebiete und Art der Landnutzung verwendet.
- In einem zweiten Schritt wurden die ermittelten Werte auf die jeweiligen globalen Biomtypen bezogen, um die unterschiedliche Empfindlichkeit verschiedener Ökosysteme zu berücksichtigen. Dieser Wert wird hier als „menschlicher Fußabdruck“ (HFI – „Human footprint index“) bezeichnet (nicht zu verwechseln mit dem „ökologischen Fußabdruck“). Der HFI wurde anschließend auf eine Skala von 0 (vollständig naturbelassen) bis 100 (vollständig vom Menschen überprägt) bezogen.
- Der letzte Schritt war die Festlegung der Kategorien „last of the wild“ und „most wild“: Die Autoren der Studie bestimmten dazu im ersten Fall alle Gebiete mit einem HFI von kleiner oder gleich 10 und im zweiten Fall von kleiner oder gleich 1. Während die Kernwildnis-Gebiete noch nahezu unbeeinflusst sind, können in den umgebenden „Last-of-the-wild-Gebieten“ zwischen Flächen weitgehend unbeeinflusster Naturlandschaften (mind. 5 km²) auch Siedlungen, Verkehrswege sowie land- oder forstwirtschaftliche Flächen liegen. Dennoch sind die Landschaftsbilder noch überwiegend von den ursprünglichen Landschaften geprägt.[36]

#### Intact Forest Landscapes
Bezogen auf Waldgebiete stößt die Methodik des Human footprint index (s. o.) an ihre Grenzen, da unberührte Urwälder aufgrund normaler Satellitenaufnahmen nicht sicher von beeinflussten oder zerstörten Waldgebieten in unbesiedelten Regionen unterschieden werden können. Um die real verbliebene Waldwildnis der Erde zu lokalisieren, hat Greenpeace daher 2005/06 zusammen mit einem Konsortium international anerkannter Wissenschaftler und Organisationen (u. a. Global Forest Watch, ein Netzwerk des World Resources Institute) die Studie Intact Forest Landscapes erstellt.

#### Sonderfall Europa
Maximal 18 % Europas können noch als Wildnis bezeichnet werden. Fast neun Zehntel davon liegen in der Tundra und Taiga Nordeuropas. Davon wiederum befinden sich mehr als zwei Drittel in Nordwest-Russland. Die wilden Landschaften auf Island und in Fennoskandinavien sind bereits deutlich fragmentiert, genügen jedoch noch den strengen Kriterien der IUCN. Rechnet man Europa ohne Russland, erreichen max. 8 % die Kriterien der Studie Last of the wild.
In den dicht besiedelten und seit tausenden von Jahren anthropogen geprägten Biomen Europas außerhalb der Nordkalotte haben lediglich sehr kleine Reliktflächen einen Human footprint index von max. 10. Diese naturnahen Landschaften verteilen sich vorwiegend auf unzugängliche Gebirgsregionen. Zumeist handelt es sich dabei um Gebiete, die nicht seit jeher unberührt geblieben sind, sondern die sich lediglich in einem weitgehend wildnisähnlichen Zustand befinden. Den Status einer „Kernwildnis“ erreicht hier lediglich eine einzige Fläche in den südlichen Westkarpaten (mithin < 0,01 % Europas).
Die Universität von Leeds hat speziell für Europa (ohne Russland) die Studie Review of status and conservation of wild land in europe angefertigt. Die Methodik entspricht im Prinzip der Studie „Last of the wild“; die Betrachtung der Ergebnisse wurde jedoch an die vorgenannten besonderen Bedingungen in Europa angepasst. Statt der Festlegung eines absoluten Maßstabes für unberührte Landschaften wurde im Vorhinein festgelegt, die 10 % Europas zu lokalisieren, die noch am ehesten als Wildnis bezeichnet werden können (die Weltkarte zeigt für die Ökumene Europas die Flächen dieser Studie). Im globalen Vergleich kommt man für Europa ohne Russland nur auf wenig mehr als 2 % Kernwildnis.
Nach einer Untersuchung des WWF befinden sich 2 Prozent der Waldfläche Europas gegenwärtig in einem natürlichen Zustand. Panek schätzt, dass der Anteil urwaldähnlicher (unversehrter) Rotbuchenwälder an der gesamten derzeitigen Buchenwaldfläche europaweit bei weit unter 5 % liegt. Bezogen auf die weitaus größere Fläche von 907.000 km², auf der ohne menschliche Eingriffe Buchenwald wachsen würde (potenzielle natürliche Vegetation), liegt der Buchen-Urwaldanteil nur noch unter 0,5 %.
Auf ebenfalls rund 0,5 % schätzt das Bundesamt für Naturschutz (BfN) den Anteil der Wildnisgebiete in Deutschland an der Gesamtfläche (= ca. 1800 km²). Dabei handelt es sich allerdings nicht um ursprüngliche Wildnis, sondern überwiegend um die Kernzonen der Nationalparks, die seit der Unterschutzstellung ganz sich selbst überlassen werden. Das Potenzial an neuer (d. h. nicht ursprünglicher) Wildnis liegt in Deutschland auch bei ambitionierter Schutzgebietsgröße (über 1.000 ha) und ohne zerschneidende Infrastruktur bei deutlich über 3 % der terrestrischen Bundesfläche.

### Weltkarte
Die Grundlage der folgenden Karte ist die ursprüngliche Vegetation der Erde, präziser die potentielle, klimatogene Zonierung, auf die der Mensch mehr oder weniger starken Einfluss ausübt.
Die Wildnisflächen beruhen auf den Ergebnissen der drei vorgenannten Studien:
- Die gering beeinflussten, naturnahen Wildnis-Landschaften sind die Gebiete mit Wildnischarakter der „Last-of-the-wild-Studie“. Sie weisen einen „Human footprint Index“ ≤ 10 auf. (Die exakten Flächen dieser Kategorie sind Teil der zoombaren Karten, die über die „Weblinks“ der jeweiligen Region im Artikel → WWF-Ökoregion aufgerufen werden können.)
  - Für die Ökumene Europas ohne Russland wurden hier abweichend die „Top 10 % wildest areas“ der Studie Review of status and conservation of wild land in europe für das Kartenbild verwendet. (Die Anteile an den Vegetationszonen in der Tabelle blieben davon jedoch unberührt.)
- Die nahezu unbeeinflusste Kernwildnis zeigt bei unbewaldeten Landschaftstypen die Flächen mit einem HFI ≤ 1.
  - In den potenziellen Waldgebieten wurde stattdessen die Urwaldwildnis der Intact Forest Landscapes zu Grunde gelegt.

| Landschaftstyp / Vegetationszone (nach „Atlas zur Biogeographie“ von J. Schmithüsen) | Wildnisanteil | min./max. | gefährdet | geschützt 2005 |  |
| --- | ------------- | --------- | --------- | -------------- |  |
|  Polargebiete (= Inlandeis und Kältewüsten) | ca. 95 % –    | 100 %     | nein      | ca. 7 %        |  |
|  Tundren (= Flechten- u. Moostundra, Zwergstrauch- u. Wiesen- sowie Wald-Tundren) | ca. 65 % –    | 83 %      | gering    | ca. 15 %       |  |
|  Alpine Hochgebirgsregionen (= Gletscher, Bergtundra, Kältewüsten, Matten u. Heiden) | ca. 58 % –    | 82 %      | gering    | *ca. 18 %      |  |
|  Temperierte Nadelwälder (= Boreale-, Gebirgs- und gemäß. Küsten-Nadelwälder) | ca. 28 % –    | 63 %      | mittel    | ca. 14 %       |  |
|  Temperierte Laub- u. Mischwälder (= Laub- u. Nadelmischwälder und Auenwälder) | ca. 0,5 % –   | 7 %       | extrem    | **ca. 12 %     |  |
|  Temperierte Steppen (= Wald-, Gras-, Strauch-, Trockensteppen und Salzwiesen) | ca. 4 % –     | 28 %      | extrem    | ca. 16 %       |  |
|  Wüsten und Halbwüsten (= Heiße und winterkalte-, Hochlandwüsten und -steppen) | ca. 37 % –    | 71 %      | mittel    | ca. 10 %       |  |
|  Subtropische Trockenvegetation (= Hartlaubvegetation und Trockenwälder) | ca. 2 % –     | 16 %      | extrem    | ca. 9 %        |  |
|  Subtropische Feuchtwälder (= Lorbeer-, Feuchtwälder und subtr. Regenwälder) | ca. 1 % –     | 4 %       | extrem    | **ca. 12 %     |  |
|  Tropische Trockenwälder | ca. 5 % –     | 35 %      | extrem    | ca. 13 %       |  |
|  Tropische Savannen (= Dornstrauch-, Kakteen-, Trocken- und Feuchtsavannen) | ca. 8 % –     | 24 %      | stark     | ca. 13 %       |  |
|  Tropische Feuchtwälder (= Regenwälder, Nebelwälder und trop. Feuchtwälder) | ca. 27 % –    | 40 %      | mittel    | ca. 23 %       |  |
| Gesamt | ca. 32 % –    | 52 %      |           | ca. 12 %       |  |
| *) = Anteil nicht nur für den alpinen Teil der Gebirge, sondern für die gesamten Gebirgsräume **) = Anteil gilt für die Summe der temperierten Laub- u. Mischwälder zuzüglich der subtropischen Feuchtwälder |               |           |           |                |  |

### Gefährdungen und Schutz
Die derzeit vorrangige Nutzung der verbliebenen Wildnisregionen ist die intensive Ausbeutung der Rohstoffreserven wie Holz, Erdöl oder diverse Metallerze sowie die Umwandlung der ursprünglichen Vegetationsdecke zur Schaffung neuer landwirtschaftlicher Flächen. Letzteres steht vor allem in Zusammenhang mit der Soja-Futtermittelproduktion, um den steigenden Fleischkonsum der Weltbevölkerung zu decken und dem Anbau von Energiepflanzen als Ersatz für die schwindenden fossilen Treibstoffe. Aufgrund der häufig weitreichenden Naturzerstörung sind diese Nutzungsformen nicht nur im Kontext „Nutzwert der Wildnis“ zu betrachten, da die Wildnis an dieser Stelle in genutztes Land umgewandelt wird und ihren „wilden Charakter“ damit einbüßt. Die Verringerung der verbliebenen Wildnisflächen schreitet in erschreckendem Tempo voran.
Nach einer Studie der IUCN von 2021 liegt das größte Gefährdungspotenzial für die Weltnaturerbestätten in der Klimaerwärmung, die weltweit in fast allen Gebieten zunehmenden Artenverlust verursacht. Da das Weltnaturerbe alle Wildnisregionen der Erde punktuell abdeckt, lässt sich diese Aussage auf alle Naturgebiete übertragen. Die direkten Folgen der globalen Erwärmung sind etwa das Auftauen der Permafrostböden in den polnahen Regionen und Hochgebirgen, häufigere und wesentlich großflächigere Waldbrände in borealen, nemoralen und trockenen Wäldern (z. B. Kanada, Sibirien, Kalifornien, Australien), Zunahme von Pflanzenkrankheiten und Schädlingsbefall, Dürren in ohnehin trockenen Regionen (Subtropen) sowie in bisher gemäßigten oder feuchttropischen Regionen, häufigere und größere Überschwemmungen in küstennahen Ebenen, an Flussauen und anderen Fließgewässern.
Zur Bewertung der in der Tabelle genannten Anteile geschützter Flächen muss man berücksichtigen, dass ein großer Teil davon real keinen wirksamen Schutz genießt. Nicht wenige Schutzgebiete in Entwicklungsländern sind nach wie vor zerstörenden Einflüssen ausgesetzt, da es an Mitteln oder dem politischen Willen mangelt, die Schutzziele umzusetzen. Zudem sind in den Zahlen auch Gebiete enthalten, deren Schutzstatus Management-Maßnahmen vorsieht oder die vorrangig der Erholung dienen. Solche Ziele entsprechen natürlich nicht dem Wildnisgedanken.

### Indigene Bevölkerungsgruppen

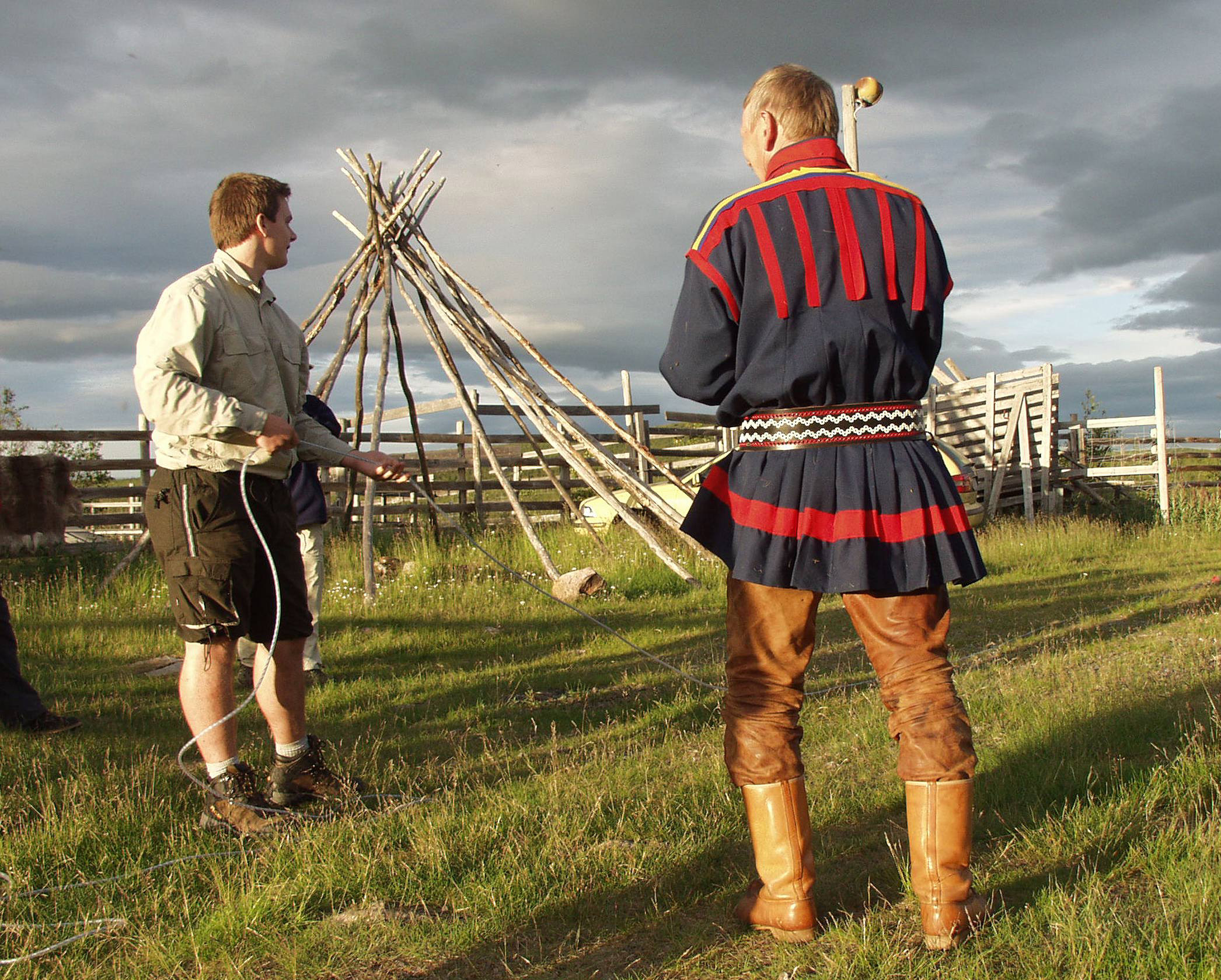
Einige Saami bringen den Touristen die Wildnis näher.

Nahezu alle großen Wildnisregionen der Erde sind die Heimat indigener Völker, die sich dort seit der Erstbesiedlung an die speziellen Umweltbedingungen angepasst haben. Diese Anpassung bedingte eine Abhängigkeit von einer intakten Umwelt, die vielen Völkern bei der Unterwerfung durch die Europäer zum wohl entscheidenden Verhängnis wurde. Vier Beispiele: Den nordamerikanischen Plains-Indianern wurde durch die Vernichtung der Bisonherden die Nahrungsgrundlage entzogen. Die fortschreitende Rodung der südamerikanischen Regenwälder nimmt den dortigen Indigenen ihren Lebensraum. Marktwirtschaftliche Zwänge nötigen die skandinavischen Sámi zu immer größeren Rentierherden, die wiederum die Tundren überweiden. In jüngster Zeit bedrohen die Auswirkungen des Klimawandels auf die Polarregion die Existenz der Eskimo-Völker.
Die wenigsten dieser Völker leben noch ausschließlich von ihrer traditionellen Wirtschaftsweise. Wo die ursprünglichen Ökosysteme noch intakt und ausreichend großflächig sind, nutzen einige wenige Indigene die Wildnis jedoch nach wie vor extensiv und an den jeweiligen Naturraum angepasst, indem sie die vorhandenen Ressourcen nachhaltig nutzen, ohne sie zu zerstören. Dabei wirken sie z. T. durchaus auf die Artenzusammensetzung ein, sodass sie als landschaftsverändernder Faktor ein wesentlicher Teil der jeweiligen Wildnisregion sind. So sind z. B. die Regenwälder Südamerikas auch eine vom Menschen geprägte Kulturlandschaft. Die Bewahrung der kulturellen Identität ist allerdings von Volk zu Volk sehr unterschiedlich und kein einheitliches Merkmal für sogenannte „Naturvölker“.
Aufgrund ihrer jahrtausendealten Erfahrungen haben traditionell wirtschaftende indigene Völker ein natürliches Interesse an der Unversehrtheit ihrer Umwelt. Dennoch werden ihre Wohn- oder Nutzungsrechte an verschiedenen Wildnisgebieten von manchen Staaten nicht anerkannt. Solche völkerrechtlich bedenklichen Eingriffe in die Gewohnheitsrechte der Indigenen sind zum Beispiel aus Ländern wie den USA, Kanada, Brasilien, Schweden oder Russland bekannt. Häufig handelt es sich dabei um Landrechtskonflikte bei der Vergabe von Konzessionen zur Ausbeutung wertvoller Ressourcen an internationale Konzerne in Gebieten, die nie rechtswirksam von den Indigenen übereignet wurden. Da diese Menschen die Wildnis sehr genau kennen, wird von Umwelt- und Menschenrechtsorganisationen wie dem WWF oder der Gesellschaft für bedrohte Völker darauf hingewiesen, das überlieferte Wissen der Indigenen und ihre traditionellen Lebensweisen zu achten.

### Nutzwert

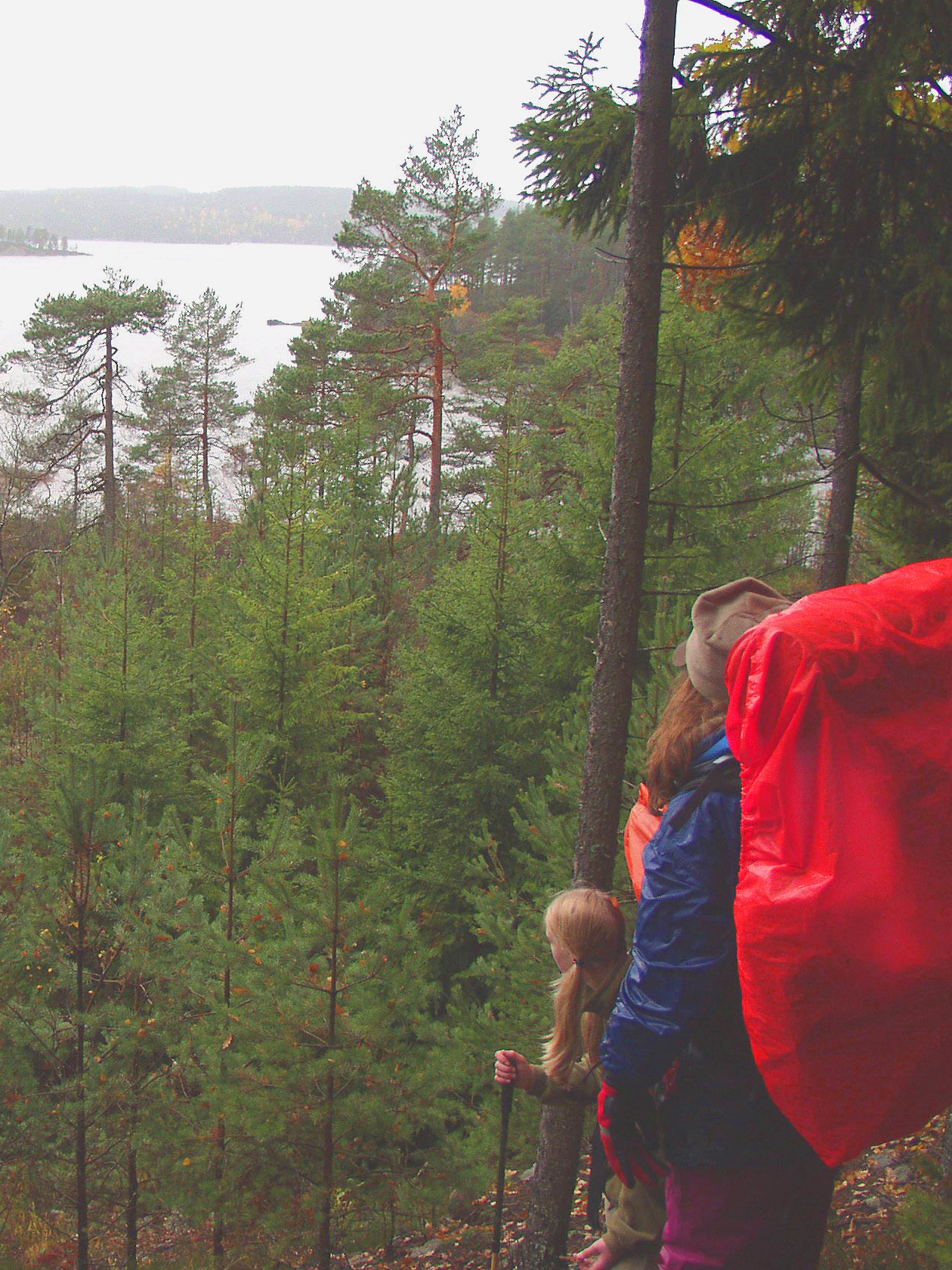
Trekking in der Waldwildnis des Nationalparks Tresticklan (S)

Als Lebensraum bedrohter Tiere und Pflanzen spielen die verbliebenen Wildnisgebiete eine herausragende Rolle bei der Erhaltung der Artenvielfalt. Der größte Nutzen für den Menschen liegt vorrangig in ihrer Bedeutung als letzte intakte „Funktionszusammenhänge“ der Biosphäre. Dies wird besonders heute deutlich, seit der anthropogen verursachte Klimawandel die Stabilität der irdischen Lebensgemeinschaften bedroht. So erzeugen z. B. die Regenwälder große Mengen Sauerstoff und binden ebenso große Mengen Kohlendioxid. Zugleich bestimmen sie maßgeblich den Wasserhaushalt in den Tropen. Ähnlich wichtig ist die Speicherung des hoch-klimaschädlichen Methangases in den dauergefrorenen Torflagerstätten der Polargebiete. Grundsätzlich gelten intakte Naturgebiete als Garant für gesunde Böden, sauberes Wasser und saubere Luft. Darüber hinaus wird vor allem in den artenreichen Regenwäldern eine große Zahl noch unentdeckter Substanzen vermutet, die in der Medizin oder Chemie äußerst nutzbringend sein könnten. Die Nutzung dieser Ressourcen setzt jedoch intakte Ökosysteme voraus, die leider in großem Tempo immer weiter degradiert werden.
Ein weiterer, nicht zu vernachlässigender „Nutzwert“ der Wildnis liegt sicherlich auch in ihrer Bedeutung als „Regenerationsraum“ des modernen Menschen, denn sie übt auf viele Menschen eine große Faszination aus. Daher wird der Begriff „Wildnis“ in Werbung, Fernsehen (z. B. Tiere vor der Kamera) und Literatur oftmals verbunden mit Abenteuerlust und Ursprünglichkeit. Dabei wird allerdings meistens ein romantisiertes Bild aufgebaut, das den unerfahrenen Besucher, der die Wildnis einmal hautnah erleben möchte, schnell in gefährliche Situationen bringen kann. Insbesondere die Orientierung in weglosem Gelände stellt besondere Anforderungen an den Besucher. Echte Wildnis ist kein Garten Eden, sondern eher ein Naturraum, „der in der Lage ist, den Menschen – je nach dessen Fähigkeiten – in seiner physischen Existenz zu gefährden“ (Zitat Herwig Decker). Wer weglose Wildnisgebiete bereisen möchte, sollte sich daher für eine geführte Tour entscheiden.

### Nicht erfasste Kriterien

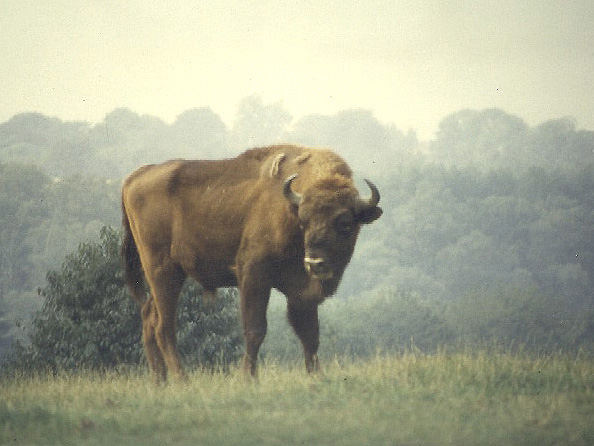
Wisent als Beispiel für große Pflanzenfresser in der Wildnisentwicklung

Alle genannten Charakterisierungen von Wildnisgebieten beziehen sich nur auf die Faktoren Besiedlung, Vegetation und Nutzung, sodass daraus nicht grundsätzlich auf vollkommen unveränderte Naturzusammenhänge geschlossen werden kann. Vor allem Veränderungen in der Zusammensetzung der Tierwelt werden nicht berücksichtigt, obwohl Anzahl und Artenspektrum der Tiere einen wesentlichen Einfluss auf das Aussehen der Landschaft haben. Besonders deutlich wird dies bei einem Blick auf Mitteleuropa, wo die Veränderung des Artenspektrums durch menschliche Einflüsse nicht erst seit dem 20. Jahrhundert stattfindet. Bereits im Laufe des Mittelalters wurden die großen Weidetiere Auerochse, Elch, Wildpferd und Wisent ausgerottet oder auf unbedeutende Restbestände dezimiert. Später kamen Bestandsdezimierungen oder Ausrottungen der großen Räuber Bär, Wolf und Luchs hinzu, sodass von einer natürlichen Zusammensetzung seit Langem keine Rede mehr sein kann. Eine ähnlich dramatische Dezimierung der Tierwelt findet zurzeit vor allem in den tropischen Wildnisgebieten statt, wie man den Berichten der großen Naturschutzorganisationen allenthalben entnehmen kann. Weitere negative Einflüsse auf die Lebewelt der Wildnis, die nicht berücksichtigt werden, gehen von der Luftverschmutzung aus. Hier spielt zum Beispiel die Versauerung der Böden oder der düngende Effekt der Stickstoffeinträge in der Nähe industrieller Zentren eine Rolle. Die größten Veränderungen der Natur wird jedoch der globale Klimawandel verursachen, der zu dramatischen Wetterextremen wie Überflutungen und Dürren sowie zu einer Verschiebung der Klima- und Vegetationszonen nach Norden führt.

## Sekundäre Wildnis

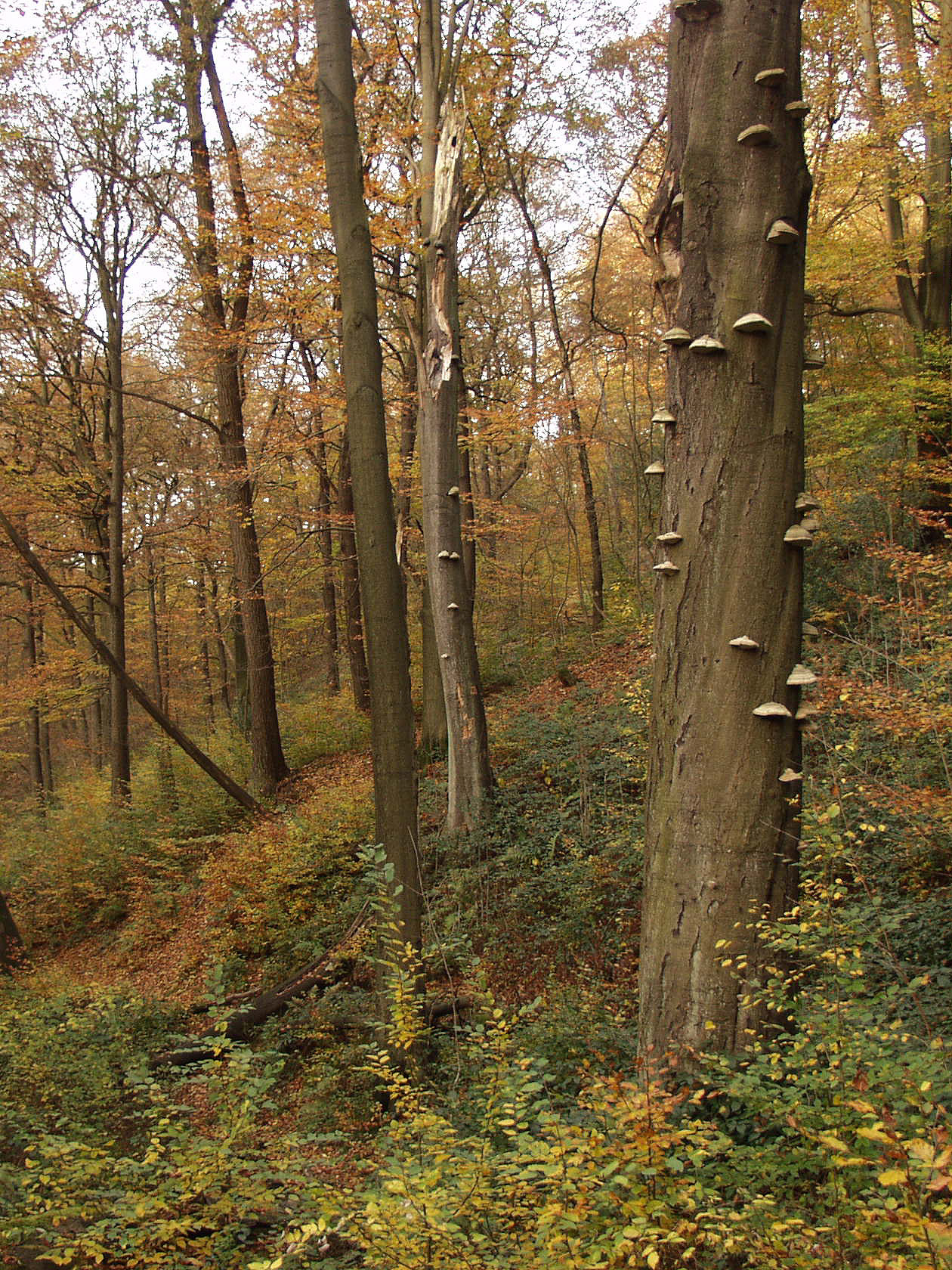
Urwaldähnliches Waldstück im Schmalenhofer Bachtal, Wuppertal

Schon im ausgehenden 19. Jahrhundert gab es Stimmen, die die Erhaltung oder Wiederherstellung eines „Naturzustandes“ für einige Gebiete forderten. In dieser Zeit drohten die letzten Wälder der Verkohlung für die Metallverarbeitung zum Opfer zu fallen und es entstanden erste Naturschutzvereine.
Heute, wo in Mitteleuropa praktisch keine Primärwildnis mehr existiert, wurde der Gedanke aus den 1990er Jahren aufgegriffen, geeignete Gebiete sich selbst zu überlassen und nicht mehr pflegend einzugreifen, wie es der Naturschutz bis dahin vorsah. Wald ist die potentielle natürliche Vegetation der größten Teile Europas. In Deutschland war einer der Vorreiter der Idee sekundärer Wildnis Hans Bibelriether, langjähriger Leiter des Nationalparks Bayerischer Wald, der sich für die Entwicklung neuer Urwälder im Park einsetzte. Neben wissenschaftlichen Gründen zur Erforschung natürlicher Prozesse wollte Bibelriether gegen die zunehmende Naturentfremdung ein Bewusstsein für Wildnis als „unzerstörten Naturschatz“ wecken.
Eine große Anzahl geschützter Naturgebiete in Mitteleuropa sind keine Wildnis, sondern ehemals extensiv genutzte Kulturlandschaften wie Heiden, Bergweidegebiete, Offenlandbereiche oder Hutewälder. Diese Lebensräume bedürfen der Pflege, um erhalten zu werden. Ohne diese Maßnahmen würden sie verbuschen und sich schließlich in Wälder verwandeln. Zum anderen hat sich aber auch gezeigt, dass die Primärwälder in Europa bis auf wenige inselartige Gebiete verloren sind und sich selbst überlassene Wälder nur in Ausnahmefällen in einen wie auch immer gearteten „Originalzustand“ verfallen können. Daher ist man von einer zu strengen Fixierung auf den Unberührtheitsgedanken wieder abgekommen und erarbeitet Konzepte von Landschaftspflege und integrierten Kulturlandschafts- und Sekundärwildnisbereichen.
Weltweit ist dort, wo der Mensch sich aus dem Landschaftsraum zurückzieht, häufig Versteppung oder gar Wüstenbildung zu beobachten. Dies ist ein Zustand, der – obwohl dem Wildnisbegriff genau entsprechend – als unerwünscht oder bedrohlich angesehen wird. Ob diese Prozesse als „natürlich“ gedeutet werden können, wurde im Kontext Klimaveränderung / globale Erwärmung noch nicht festgelegt.

## Naturschutzkonzepte

### Schutzgebiete
Als Reaktion auf die „Wilderness“-Bewegung des ausgehenden 19. Jahrhunderts gibt es in den USA bereits seit 1964 gesetzlich geschützte „Wilderness Areas“ (s. o.), die rund 4,6 % der amerikanischen Gesamtfläche (= 443.000 km²) umfassen (Stand 2012). Die weitaus größten Gebiete davon liegen im Bundesstaat Alaska.
Seit 1997 gibt es auch in Europa eine Schutzgebietskategorie, die speziell für Wildnis(entwicklungs)gebiete eingerichtet wurde, die „PAN Parks“ und „PAN Park Wildnispartner“. Im April 2013 gehörten 7670 km² Flächen innerhalb bestehender Großschutzgebiete dazu, das entspricht 0,08 % der Fläche Europas. 2014 übernahm die „European Wilderness Society“ (Sitz in Österreich) die führende Rolle im europäischen Wildnisschutz. Sie löst die mittlerweile insolvente PAN Parks Foundation ab und hat deren zertifizierte Wildnisgebiete in ihren Bestand übernommen. Auf der Internetseite der EWS werden die Wildnisgebiete in die drei Gruppen „Certified Wilderness Areas“, „Wilderness Areas“ und „Potential Wilderness Areas in Europe“ unterteilt. Alle Gruppen sind im European Wilderness Network vereint.
Auf globaler Ebene wurden primäre Wildnisgebiete im Rahmen der Kategorienfindung der IUCN für international gültige Schutzgebietsstandards in die höchste Schutzstufe (Kategorie Ia und Ib) eingruppiert. Etwa 1,1 % der irdischen Landfläche fielen 2005 unter diese Schutzkategorien.
Die häufigste Schutzgebietsform für große unzerstörte Naturräume ist der Nationalpark (s. u.).
Obwohl sich alle großen Naturschutzorganisationen – u. a. CI dank einiger Millionenspenden – weltweit um den Wildnisschutz bemühen, waren im Jahre 2002 erst ca. 7 % dieser Gebiete tatsächlich geschützt.

### Flächenunabhängige Konzepte
Dem Begriff des Wildnisgebiets liegt immer der eines zusammenhängenden Raumes zugrunde.
Mario Broggi, der Leiter der Eidg. Forschungsanstalt für Wald, Schnee und Landschaft (WSL) hat eine von der Größe unabhängige Definition verfasst, die in der Literatur als „kleinster, gemeinsamer Wildnisnenner“ bezeichnet wird:

„Unter Wildnis wird jener Raum verstanden, in dem wir jede Nutzung und Gestaltung bewusst unterlassen, in dem natürliche Prozesse ablaufen können, ohne dass der Mensch denkt und lenkt, in dem sich Ungeplantes und Unvorhergesehenes entwickeln kann.“

### Prozessschutz
Der von dem deutschen Forstökologen Knut Sturm geprägte Begriff Prozessschutz wird in der Diskussion häufig mit Wildnisentwicklung gleichgesetzt. Zufällige, natürliche Vorgänge der Störungsökologie wie Sturm, Brand oder Schädlinge, die in der Wildnis ungehindert wirken können, spielen bei dieser Naturschutzstrategie durchaus eine wichtige Rolle (Zitat Sturm: „Störungen und Konkurrenz müssen wirken dürfen“). Allerdings galt dies im ursprünglichen Sinne nur auf begrenzten, mosaikartigen Teilflächen in Wirtschaftswäldern. Das heißt, die natürliche Dynamik von Wildnis- (sprich: Urwald-) Inseln im Wirtschaftswald soll genutzt werden.
Die neuere Definition erstreckt sich nicht mehr nur auf Wälder, und es wird nunmehr zwischen segregativem und integrativem Prozessschutz unterschieden. Beim segregativen Prozessschutz steht die vollkommen ungesteuerte Naturentwicklung zu wildnisähnlichen Lebensräumen im Mittelpunkt. Dagegen findet beim integrativen Prozessschutz eine Bewertung der natürlichen Prozesse statt, die entsprechend den bewusst formulierten Zielen einer bestimmten Landschaftsentwicklung zugelassen oder verhindert werden.
Umgesetzt werden diese Konzepte in Schutzgebieten mit der Deklarierung von Kernzonen, die vollkommen unberührt bleiben sollen, und Rand- und Pufferzonen, in denen anthropogene Einflüsse abgefangen werden, oder in verschiedenen Konzepten von Schutzgebietsklassen (Schongebiete, Sperrzonen, temporäre Regelungen). Ein vorbildliches Beispiel für diese Schutzstrategie liefern die europäischen PAN Parks.

### Umsetzung

#### Nationalparks

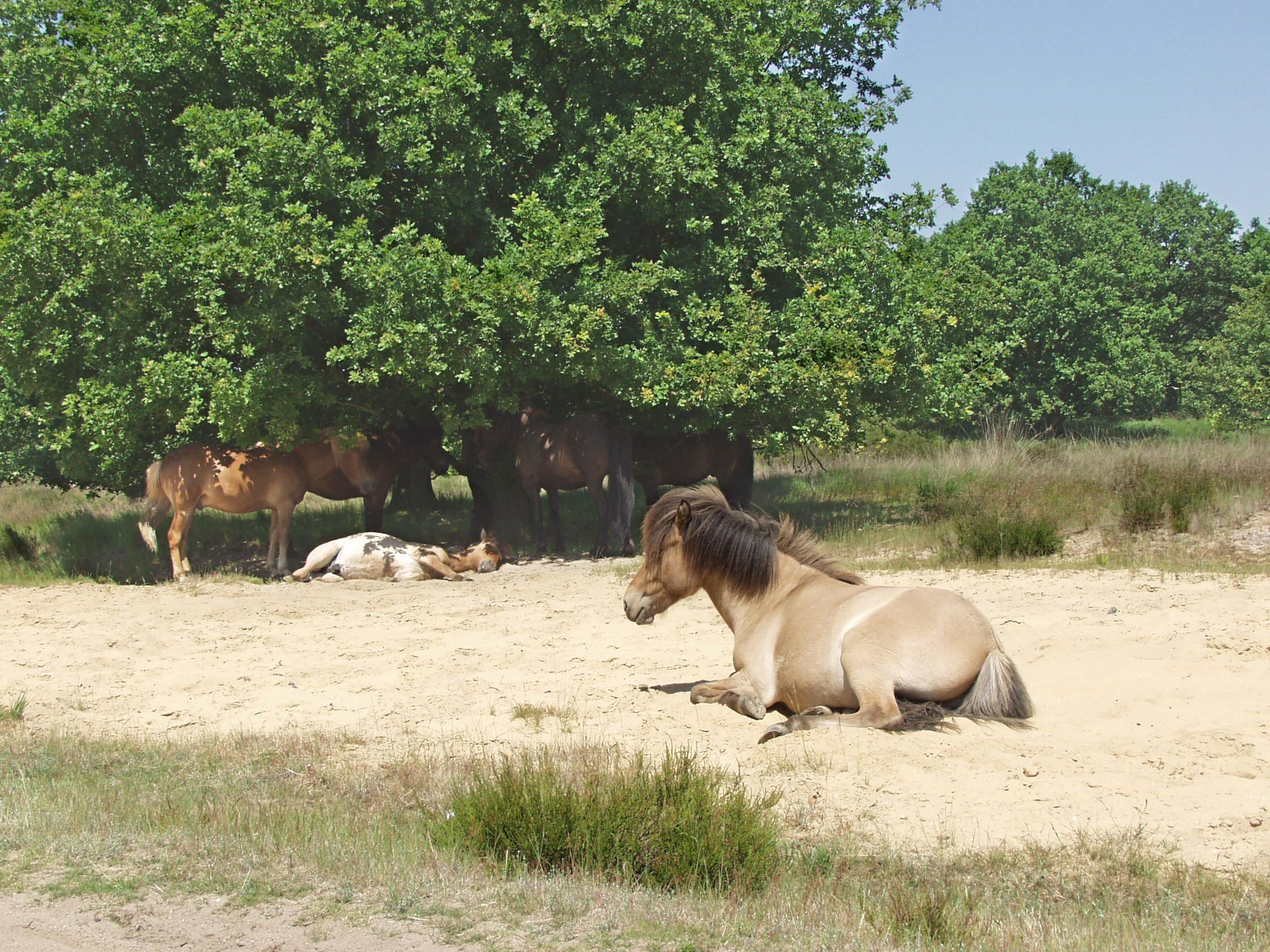
Frei lebende Islandpferde im Nationalpark De Meinweg (NL)

Nach den international gültigen Kategorien der IUCN müssen in einem Nationalpark (Kategorie II) mindestens 75 % der Fläche sich selbst überlassen bleiben und dürfen in keiner Weise genutzt werden.
Dieser Standard findet sich auch im deutschen Bundesnaturschutzgesetz wieder: § 24 (2) „Nationalparke haben zum Ziel, im überwiegenden Teil ihres Gebiets den möglichst ungestörten Ablauf der Naturvorgänge in ihrer natürlichen Dynamik zu gewährleisten.“ In Deutschland erreichen bis auf zwei Nationalparks alle diese strengen Anforderungen. Allerdings wird es noch viele Jahrzehnte dauern, bis in einem deutschen Nationalpark tatsächlich wieder von Wildnis gesprochen werden kann. In anderen Ländern orientiert man sich nicht unbedingt an den IUCN-Kategorien. Die Nationalparks der Niederlande unterliegen beispielsweise weitaus schwächeren Schutzkriterien, sodass hier noch weniger von der Entwicklung sekundärer Wildnis die Rede sein kann.

#### Andere Schutzkonzepte
Bereits in den 1970er Jahren begann man in Deutschland aus wissenschaftlichem Interesse, kleine naturnahe Waldinseln als Dauerversuchsflächen (Naturwaldreservate, Naturwaldzellen, Totalreservate) auszuweisen, die ihrer ungestörten biologischen Entwicklung überlassen wurden. Es unterbleibt jegliche forstliche Nutzung und direkte Beeinträchtigung. Diese Schutzgebiete sind ein Beispiel für die Strategie des integrativen Prozessschutzes (s. o.) auf Landesebene. Sie werden je nach Bundesland unterschiedlich benannt. Viele Landes-Forstverwaltungen bezeichnen diese Reservate gern als „Urwälder von morgen“. Aufgrund der geringen Flächengröße von durchschnittlich rund 0,37 km² (bezogen auf insgesamt 719 Reservate dieser Art) und nur 0,3 Prozent der Waldfläche Deutschlands ist diese Bezeichnung jedoch sicherlich zu euphorisch. Fachleute geben die Mindestgröße von Naturwaldreservaten mit 0,5–1,0 km² an.
In den anderen Schutzgebietstypen (Naturschutzgebiete, FFH-Gebiete, Vogelschutzgebiete, geschützte Biotope nach jeweiligem Landesrecht etc.) hat der Prozessschutz in der Regel eine geringere Bedeutung. Die Schutzbestimmungen werden individuell festgelegt und zielen vielfach auf die Erhaltung anthropogen gestalteter, artenreicher Naturlandschaften wie z. B. Heiden und anderer Offenlandbiotope, die sich ohne Pflegemaßnahmen in – zumeist artenärmere – Waldbiotope verwandeln würden (s. o.).
Unter anderem aufgrund der geringen Flächengrößen liegt Deutschland in der unteren Hälfte einer europäischen Rangliste zum Waldschutz. Die Schweiz belegt in dieser Bewertung den ersten Platz.

#### Wildnisentwicklungsgebiete

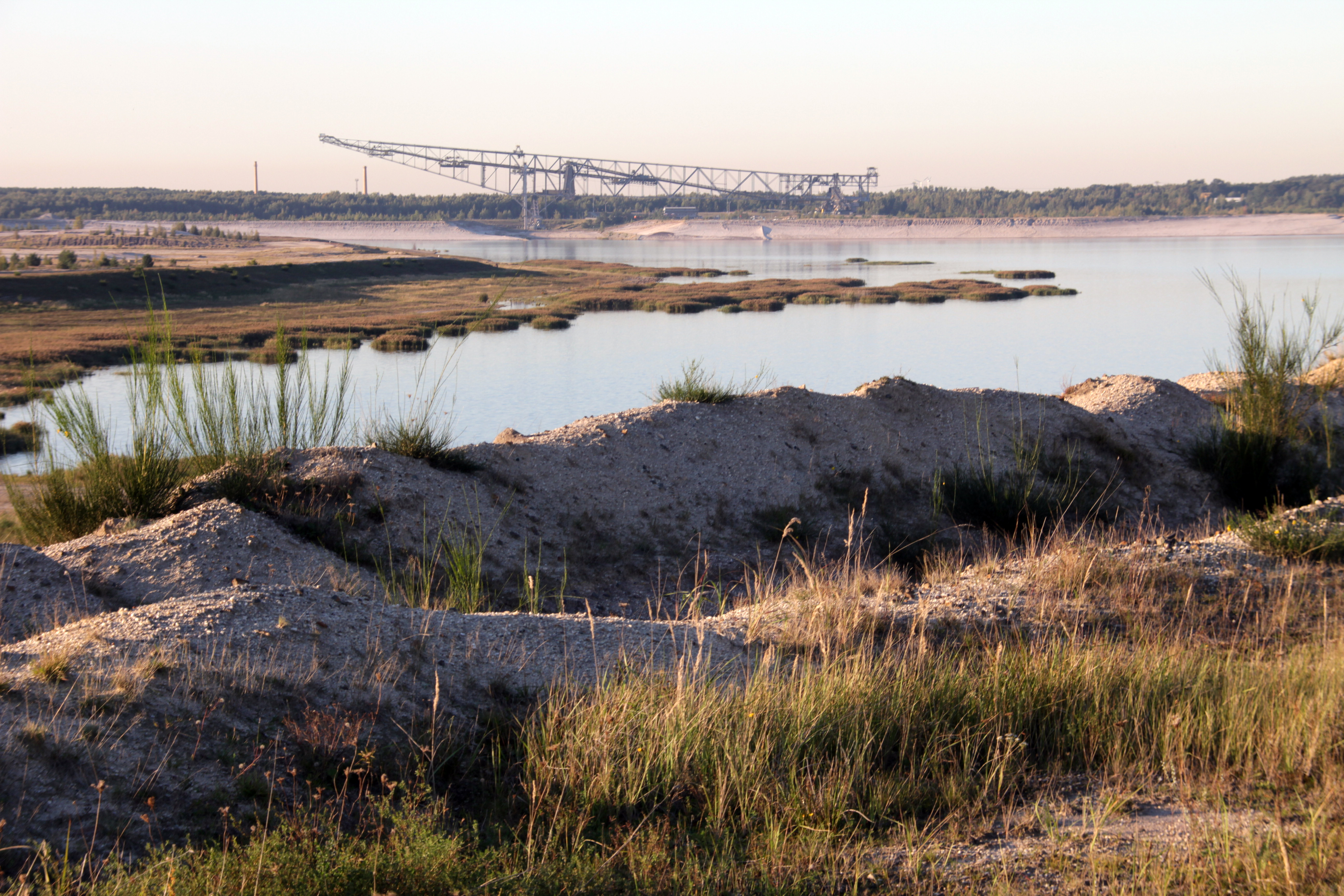
Ein ehemaliger Braunkohletagebau in der Lausitz wird zur Wildnis: Das Naturparadies Grünhaus der NABU-Stiftung Nationales Naturerbe

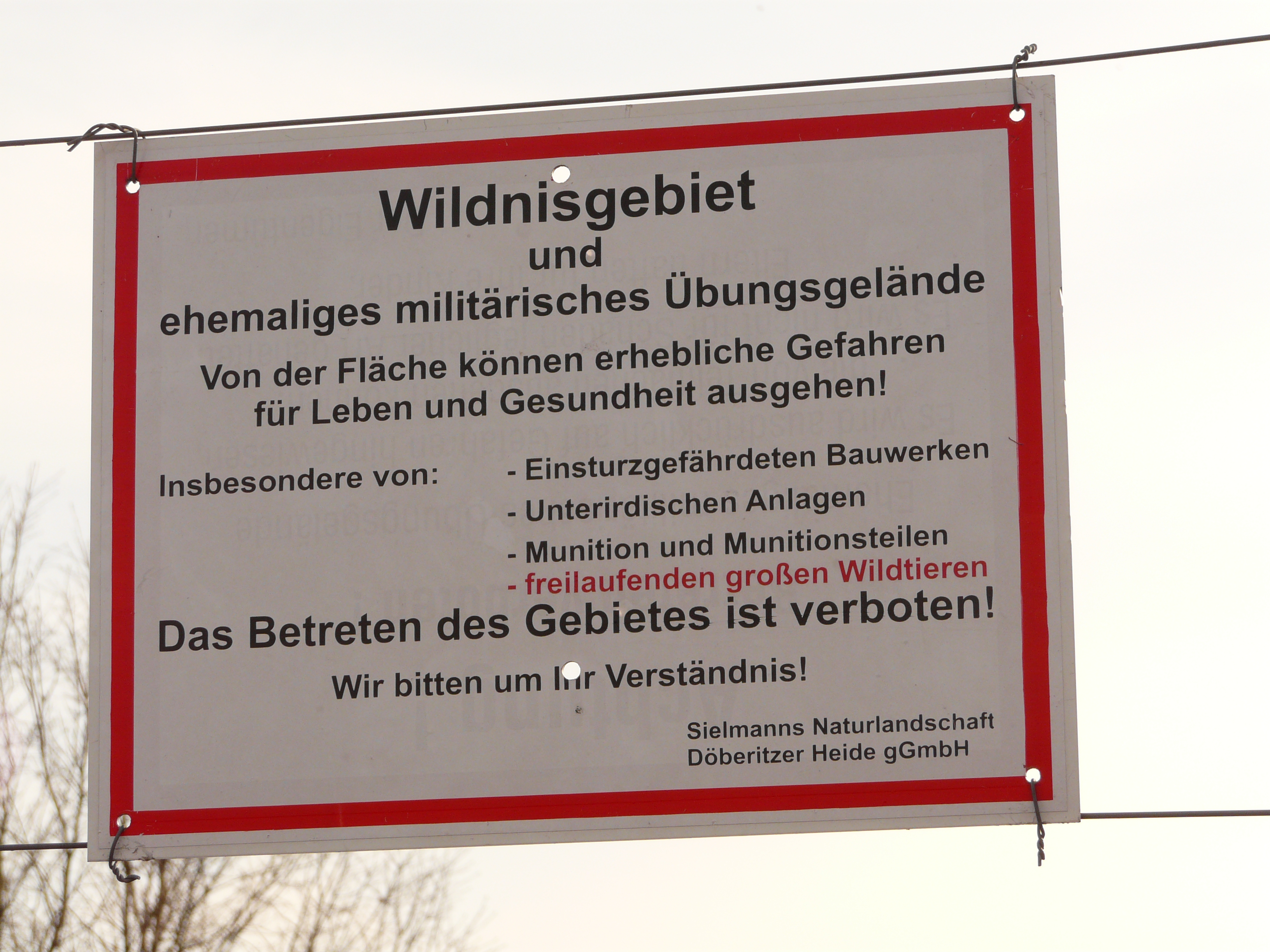
Die Heinz Sielmann Stiftung hat einen ehemaligen Truppenübungsplatz, dessen Betretung aufgrund von Gefahren für Gesundheit und Leben verboten ist, als Wildnisentwicklungsgebiet ausgewiesen.

Wie bereits im Abschnitt Primäre Wildnis dargestellt, muss auch die potentielle Tierwelt berücksichtigt werden, wenn das Naturschutzziel die Wiederherstellung der natürlichen Prozesse eines Gebietes sein soll.
Für Mitteleuropa ging man lange Zeit davon aus, dass die gesamte Landfläche bis auf einige Moore, Auen und Berge von Wald bedeckt war. Nach umfangreichen Pollenanalysen in verschiedenen Bodenschichten vertreten manche Wissenschaftler seit den 1980er Jahren jedoch vermehrt die Theorie, dass größere Teile Mitteleuropas doch nicht so dicht bewaldet, sondern eher mit offenen Graslandbereichen durchsetzt waren. Die Erklärung dafür seien neben Stürmen und Dürren auch Herden großer Pflanzenfresser, die den Wald – vor allem an mageren Tieflandstandorten – kurz hielten (siehe Megaherbivorenhypothese und Mosaik-Zyklus-Konzept). Besonders in den Niederlanden und in Belgien werden diese Theorien bei der Wiederherstellung von „neuer Wildnis“ berücksichtigt und erforscht. Ein herausragendes Beispiel dafür ist das Gebiet Oostvaardersplassen in Holland, wo in einer aufgelassenen Küstenlandschaft große Herden von Rothirschen und sogenannte Abbildzüchtungen von Wildpferden (Koniks) und Rinder (Heckrinder) leben. Der Eingriff des Menschen ist hier ausschließlich auf die Bejagung kranker und Entfernung toter Tiere beschränkt, um die fehlenden Beutegreifer zu ersetzen. Nach den Vorstellungen der niederländischen Naturschützer sollte das Gebiet deutlich vergrößert werden und schließlich zu einem vernetzten Verbund ähnlicher Schutzgebiete erweitert werden, der u. a. bis an die Lippe reichen könnte. Die Voraussetzungen am Niederrhein sind naturräumlich günstig, und auch in Deutschland finden sich genügend Befürworter der Megaherbivorentheorie. In den Veröffentlichungen des Bundesamtes für Naturschutz (BfN) spricht man in diesem Zusammenhang von Wildnisentwicklungsgebiet, für die das folgende Leitbild formuliert wurde: „In Deutschland gibt es in der Zukunft wieder großflächige Wildnisgebiete (Zielkorridor 2 % der Gesamtfläche Deutschlands bis zum Jahre 2020), in denen Entwicklungsprozesse natürlich und ungestört ablaufen und die weitere Evolution der Arten und Lebensgemeinschaften stattfinden kann“. In den Niederlanden wird der Begriff Naturentwicklungsgebiet verwendet.
Erste Beispiele dieser Naturschutzstrategie finden sich im NSG Königsbrücker Heide und beim Hutewaldprojekt im Solling. Große Herden wilder Weidetiere benötigen große „wilde Weiden“, sodass vor allem die Nationalparks, ehemalige Truppenübungsplätze und Bergbaufolgelandschaften in Frage kämen. Wie ernst die Verwilderung großer Landschaften genommen wird, zeigt die Empfehlung einer Studie des Berlin-Instituts für Bevölkerung und Entwicklung an den brandenburgischen Landtag, ohnehin dünnbesiedelte Landstriche mit Hilfe von Abwanderungsprämien gänzlich zu entvölkern und in ökologisch und touristisch attraktive Wildnisgebiete umzuwandeln. Vergleichbare Projekte außerhalb Europas sind ein Pleistozän-Park in Nordostsibirien und das Mahazat-as-Sayd-Schutzgebiet in der Arabischen Wüste.

## Wildnis im kulturellen Kontext

### Geschichtliche Entwicklung
In frühen (Ackerbau-)Kulturen bildete das bewirtschaftete Kulturland nur Inseln in einer großen Wildnis. Wo das Kulturland mit der Zeit zu einer zusammenhängenden Fläche zusammenwuchs, kehrte sich die Situation um. Die restlichen Wildnisinseln wurden ursprünglich als Forst bezeichnet. Einerseits sicherten sich viele Herrscher ausgedehnte Jagdreviere, die nicht urbar gemacht werden durften und daher lange Zeit ihren Wildnischarakter behielten. Zum anderen gab es Grenzwälder entlang strittiger Grenzen wie den Sachsenwald (Limes Saxoniae) zwischen sächsischem und slawischem Siedlungsgebiet im heutigen Schleswig-Holstein. Derartige Grenzwildnisse wurden mancherorts durch Verwüstung von Siedlungen in jahrzehnte- oder jahrhundertelangen Kleinkriegen künstlich erhalten. So wurde z. B. der Süden (späteres Masuren) und Osten des preußischen Ordenslandes zunächst gezielt entvölkert und erst nach vertraglicher Grenzfestlegung (Frieden von Melnosee) wieder besiedelt. Derartige Gebiete wurden an den Ostgrenzen des deutschen Sprachgebietes allgemein als Wildnisse bezeichnet. So ist auch die mittelalterliche „Wildnis Bauske“ im Baltikum im Zusammenhang mit den Litauerzügen des Deutschen Ordens entstanden.

### Die Bewertung der Wildheit
Das altehrwürdige Wörterbuch der Gebrüder Grimm gibt Auskunft über die Bedeutung des Wortes in historischer Zeit. Da heißt es z. B.: „die grundbedeutung ist eine weitere, als der heutige gebrauch vermuthen läszt. das wort bezeichnet (…) ganz allgemein ‚wildheit, etwas wildes‘, sowohl zuständlich als gegenständlich (…) der alten sprache fremd ist die heutige bildliche verwendung von wildnis für ‚üppigwuchernde fülle, hemmende noth, geistige verwirrung‘.“ Weiter steht dort: „die gewöhnliche, ältere Vorstellung scheint fast nur die unfreundlichen Züge des bildes zu bemerken.“ So spricht Luther von der „grausamen wildnusz“ oder benutzt den Begriff für „Verwirrung“, „verwildern“ und „verirren“, während Schambach Wildnis und Anarchie gleichsetzt.
Die ursprünglich negative Belegung des Begriffes zeigt, dass die Abneigung gegen die Wildnis tief in uns verwurzelt ist. Bei unseren Vorfahren war die Wildnis der Gegenpart zur Kultur: die ungezähmte, gefährliche und unkontrollierbare Urnatur, das „Unbewohnbare“, die allenfalls nur störend in die vom Menschen geschaffene Kultur, die Ökumene, eingreift.
Im Zeitalter der Aufklärung wurde der Begriff zunehmend positiv belegt. Er findet sich in Ausdrücken wie „wildromatische Landschaft“ oder „wilde Bergwelt“ als Inbegriff des Naturschönen oder des Reizvoll-Abenteuerlichen sowie im Konzept des „edlen Wilden“ als Verkörperung des verlorenen Gartens Eden im Sinne Rousseaus. Diese Vorstellungen finden ihre Fortsetzung in der auf die amerikanischen Romantiker zurückgehende Wilderness-Bewegung, die die Wildnis als Leitbild des „Freien“ sieht, ähnlich wie im modernen Naturschutzgedanken.
Bis heute liegt dem Begriff die beschriebene Mehrdeutigkeit zugrunde (etwa: Wildbach als der ungezähmte, unverbaute und überschwemmungsgefährliche Fluss; dagegen Wildwasser als sportlich herausforderndes Ambiente). Der Historiker Roderick Nash sieht das Substantiv „Wildnis“ als irreführende Verdinglichung des Adjektives „wild“. Er schreibt: „Es gibt Wildnis nicht als eigentliches, materielles Objekt. Der Terminus beschreibt eine Eigenschaft (…), die in einem bestimmten Individuum eine bestimmte Stimmung oder ein bestimmtes Gefühl erzeugt.“ Tatsächlich ist der heutige Gebrauch des Wortes sehr mehrdeutig. Während der eine damit seine Abneigung gegen einen verwilderten Garten ausdrückt, spricht der andere respektvoll von der „Weisheit der Wildnis“. Der Ökologe Wolfgang Scherzinger bezeichnete diesen Widerspruch im Wildnisbegriff als „Spannungsfeld zwischen Ehrfurcht und Furcht, Staunen und Schauern, Begeisterung und Bestürzung, Sehnsucht und Angst, Geborgenheit und Hilflosigkeit“.

### Heutige Bedeutung des Begriffes und die Wildnisdebatte
Aktuell wird die Rolle der Wildnis unter dem Stichwort Wildnisdebatte – im englischsprachigen Raum als wilderness-Debatte – diskutiert. Sie betrifft einen weitverbreiteten Wandel der Wahrnehmung von Wäldern und Bergen als bedrohten, sensiblen und schützenswerten Ökosystemen zu einer regelrechten Sehnsucht, einem Wunsch nach Wildnis als kulturellem Phänomen. Die dazu notwendige aktive Wiederherstellung von Wildnis durch menschliches Zutun erscheint paradox, was in Titeln wie „Beim nächsten Wald wird alles anders“ oder „Wa(h)re Wildnis“ zum Ausdruck kommt. Darüber hinaus kommen ästhetische Punkte zum Tragen – Urwälder werden akzeptiert und gefordert. (Borkenkäferbefall, Windwurfflächen und Waldbrandfolgen sollen aber möglichst schnell wieder beseitigt werden.)
Eine der wesentlichen Motivationen, die Wildnis aufzusuchen oder sie im Naturschutz als Leitbild zu formulieren, liege in ihrem Kontrast zur modernen Zivilisation wie in Freiheitserfahrungen im weitesten Sinn. Drei Freiheitsaspekte werden in deutschen Quellen unterschieden. Zum einen die Waldfreiheit des konservativen Wilhelm Heinrich Riehl, der im Rahmen einer organisch-konservativen Weltanschauung den Wald als Jungbrunnen des Volkes charakterisierte. Dem gegenüber steht eine aufklärerisch-liberale Perspektive einer emanzipatorischen Freiheit und Autonomie in der Wildnis und Natur wie als dritter Aspekt das romantisch innerliche Freiheitsgefühl. Dabei unterscheidet sich der mitteleuropäische Wildnisbegriff durchaus vom Wildnisbegriff der älteren Wilderness-Debatte in den USA. Ursachen liegen unter anderem im sinkenden Flächenbedarf in der Land- und Forstwirtschaft, der Entscheidungen über die Verwilderung zahlreicher Flächen notwendig macht.
Aus philosophischer Sicht kommt bei der Wildnisdebatte unter dem Stichwort Wildnis und Tod die vergleichsweise kurze Lebensspanne des Menschen zum Ausdruck. Langfristige Entwicklungen in der Natur können wir nur episodisch begleiten. Bei der Borkenkäfer-Diskussion im Bayerischen Wald gingen Menschen auf die Straße, die das für andere Anliegen nie getan hätten, mit Aussagen wie „Was nützt es uns, wenn in 70 Jahren ein neuer Wald entstehen wird. Wir haben nichts mehr davon.“ Unterschwellig bedingt die Möglichkeit, in der Wildnis sterben zu können, vielleicht den stärksten Widerstand beim Versuch, Wildnis zu akzeptieren. Echte Wildnis ist ein Naturraum, der in der Lage ist, den Menschen – je nach dessen Fähigkeiten – in seiner physischen Existenz zu gefährden. Wildnis beginnt für jeden dort, wo er – bewusst oder unbewusst und je nach persönlicher Disposition – Lebensgefahr spürt.
Eine ideen- bzw. kulturgeschichtlich fundierte, systematische Analyse der heutigen „Sehnsucht nach Wildnis“ mit einer Unterscheidung (1) von voraufklärerischen, aufklärerischen und aufklärungskritischen Wildnisideen sowie (2) einer Charakterisierung der heutigen Bedeutungen der Wildnistypen Berge, Dschungel, Wildfluss und Stadtbrachen liefern Haß u. a.
Der Umwelthistoriker William Cronon betrachtet die Idee unberührter Wildnis als Idealvorstellung von Menschen, die nie direkt in und von ihrer Umwelt leben mussten. Er beruft sich dabei auf die amerikanische Geschichte: Bereits die Ureinwohner hätten ihre Umwelt gestaltet, sodass man keineswegs mehr von unberührt sprechen könne. Einige Naturschützer sahen darin eine unangemessene moralische Position in der naturwissenschaftlichen Diskussion und warfen ihm Anthropozentrismus vor. Er würde dem Menschen damit eine zu hohe Stellung in der Hierarchie des Lebens einräumen und seine Rolle in der vorkolumbischen Ära überbewerten. Dies sei kontraproduktiv für die Bestrebungen zum Wildnisschutz. Cronons Absicht zielt jedoch gar nicht auf die Rolle des Menschen in der Vergangenheit, sondern auf die Zukunft des Naturschutzes: Nach seiner Ansicht sei eine kategorische Trennung von Mensch und Natur eine gefährliche Ideologie, die den Menschen noch mehr von der Natur entfremden und verhindern würde, eine ethisch und ökologisch korrekte, nachhaltige Nutzung der Wildnis zu entwickeln. Vor diesem Hintergrund wurde Cronon in den Vorstand der The Wilderness Society berufen, die sich um die Erhaltung von Amerikas Wildnisgebieten kümmert.

### Konfliktpotential
Sowohl in der Öffentlichkeit als auch in der Wissenschaft hat Wildnisschutz und -entwicklung ein großes Konfliktpotential, was unter anderem auf unterschiedliche Auffassungen und Bewertungen von Wildnis zurückzuführen ist.

#### Öffentlichkeit

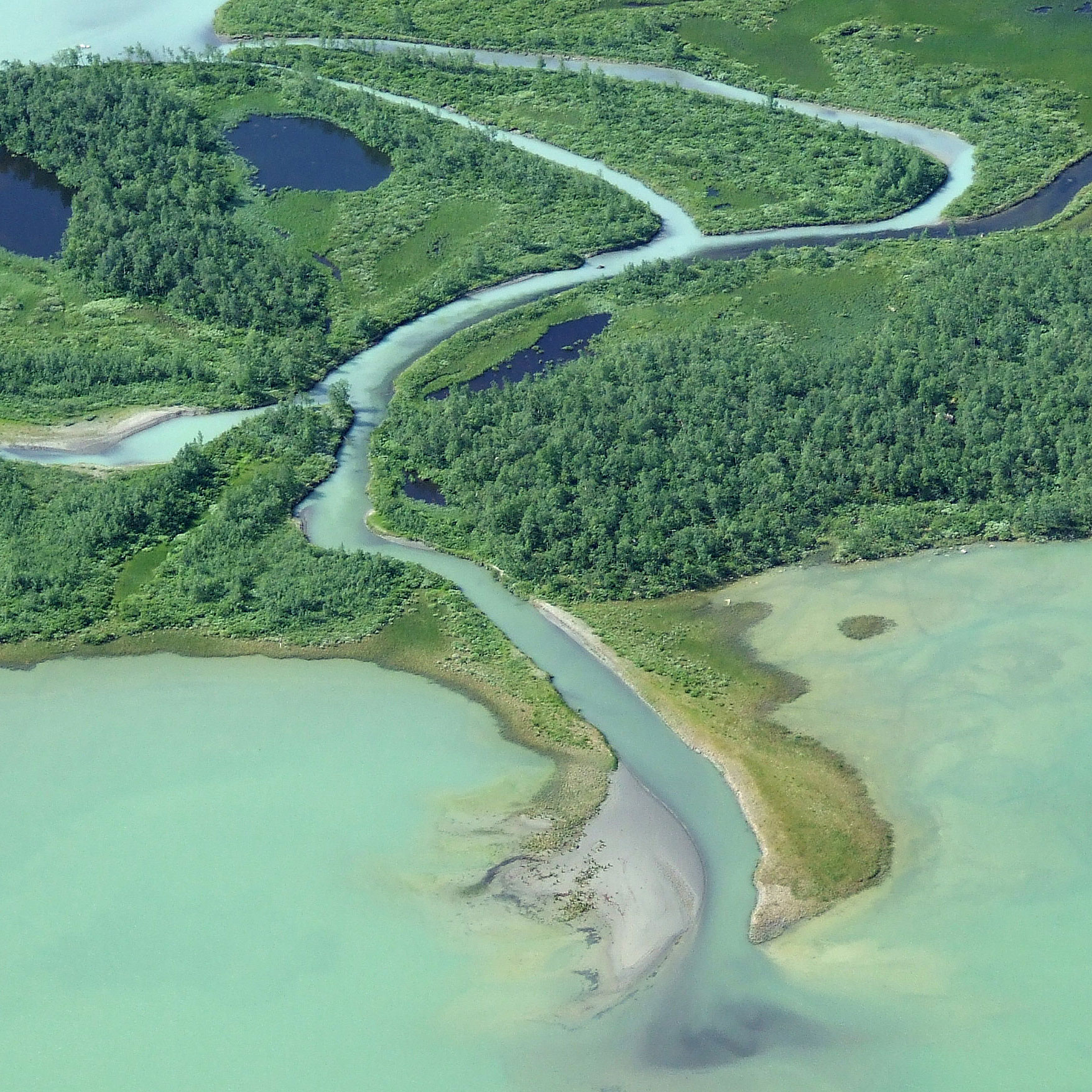
Faszination Wildnis im Nationalpark Sarek

Bereits bei der Etymologie des Begriffes „Wildnis“ (s. o.) wurde deutlich, dass die negative Bedeutung tief in uns verwurzelt ist. Viele „un-Worte“ wie unschön, ungepflegt, unberechenbar, unproduktiv oder unordentlich werden mit Wildnis in Verbindung gebracht. Seit Urzeiten bemüht sich der Mensch, Wildnis zu zähmen und zu kultivieren. Erst seit vergleichsweise kurzer Zeit spricht man von einem Schutz der Wildnis. Handelt es sich um Gebiete in fernen Ländern, ist die Bevölkerung meist positiv eingestellt. Bei direkter Konfrontation jedoch bricht sich die alte Abneigung sehr schnell Bahn. Ein Beispiel sind die monatelangen Tumulte der Anwohner des Nationalparks Bayerischer Wald, als es aufgrund der großen Totholzmengen im Wald zu einer explosionsartigen Vermehrung des Borkenkäfers kam. Da sich Wildnisentwicklung nicht planen lässt und einem stetigen, unvorhersehbarem Wandel unterliegt, erfordert es ein großes Maß an Vertrauen in die Natur, auch solche Entwicklungen zu akzeptieren. „Wer eine Entwicklung zur Wildnis wirklich akzeptiert, der muss den Borkenkäfer und den Birkenspanner genauso akzeptieren wie Wolf, Luchs oder Wisent.“ Um dies zu erreichen, sollten daher die Bedürfnisse und Vorstellungen der Bevölkerung frühzeitig mit berücksichtigt werden. In der Schweiz hat man aus den Problemen in Bayern gelernt und das Meinungsspektrum möglichst vieler Bewohner und potenzieller Nutzer bei der Ausweisung von Wildnisgebieten ermittelt. Interessanterweise stimmten die meisten Schweizer den typischen Merkmalen von Wildnis in wissenschaftlichen Positionen zu, obwohl sie sich andererseits Wanderwege, Feuerstellen und Besucherparkplätze wünschten. Die Gebiete sollen demnach zwar verwildern dürfen, aber nicht komplett für die menschliche (Freizeit-)Nutzung gesperrt werden. Um den Wünschen der Bevölkerung nachzukommen, böte sich eine Einteilung der Gebiete in verschieden stark geschützte Zonen an, wie es von Nationalparks bekannt ist. Ein Beispiel für eine solche Zonierung bietet Österreich mit dem Wildnisgebiet Dürrenstein.

#### Naturschutz
In den Reihen der Naturschützer und Wissenschaftler gibt es ebenfalls einige Bedenken gegen den Wildnisschutz, sofern darunter ein absolutes „Nichteingreifen“ verstanden wird:
- Die meisten Offenlandbiotope Mitteleuropas benötigen Pflege, um das jeweilige Artenspektrum zu erhalten. Bei einer Wildnisentwicklung auf Offenlandstandorten gingen naturschutzfachlich teils besonders wertvolle, auf Offenhaltung angewiesene Arten verloren. Eine effektive Ergänzung und Errweitung des Prozessschutzes wäre eine (ganzjährige) Beweidung z. B. mit halbwilden Nutztieren (z. B. Galloways) oder verbliebener Wildtiere (z. B. Wisente). Diese Tiere können Flächen auch ohne ständige Pflegearbeit offenhalten und damit sichern. Gleichzeitig schaffen sie zahlreiche Sonderbiotope (z. B. Sandkuhlen), auf die wiederum zahlreiche seltene und gefährdete Tier- und Pflanzenarten angewiesen sind. In aller Regel benötigen diese großen Pflanzenfresser aber einen Zaun, was womöglich mit dem Wildnisgedanken vieler Protagonisten – v. a. in Mitteleuropa – schwierig zu vereinen wäre, obwohl bspw. die Serengeti als eines der Inbegriffe für intakte Wildnis vollständig umzäunt ist.[71]
- Wildnisentwicklung ist nicht zwangsläufig gleichbedeutend mit größerem Artenreichtum. Prozessschutz (s. o.) führt zumindest auf gut nährstoffversorgten, mitteleuropäischen Standorten i. d. R. zuerst zu einer massenhaften Vermehrung ohnehin häufiger Arten (z. B. Weidenröschen, Brennnesseln, Brombeeren, Adlerfarn, Birken). Auch in vielen Waldtypen können über viele Jahre hinweg, nischenarme Systeme persistieren. Erst mit dem Anwachsen des Totholzvolumens ist mit einem nennenswerten Beitrag für den Biodiversitätsschutz zu rechnen. Da dieser Prozess v. a. viel Zeit benötigt, viele Arten aber akut gefährdet sind, stellt sich die Frage, ob die Ausweisung in Mitteleuropa abseits natürlich-dynamischer Räume (z. B. Flussauen), aufgrund dessen Störungsregime viele seltene und gefährdete Arten Lebensräume finden, zur Linderung der Gefährdungslage vieler Lebewesen mittelfristig beitragen kann.[71]

Nicht erst seit dem Vorschlag des Berlin-Instituts zur Wildnisentwicklung in großen Teilen des Bundeslandes Brandenburg herrscht eine fachliche Debatte über das Für und Wider von Wildnis. Die Bundesregierung hat im Rahmen der Entwicklung der nationalen Biodiversitätsstrategie (NBS) für Wildnisgebiete eine Zielvorstellung von 2 % der terrestrischen Landesfläche vorgesehen (rund 714.000 ha). Das Ziel ist in der NBS quantitativ definiert und wird beispielsweise von der Zoologischen Gesellschaft befürwortet. Dabei steht ein „Laufenlassen“ der Natur im Vordergrund („Natur Natur sein lassen“). Dieses Vorgehen wurde zunächst von einigen Ökologen kritisiert, die für die Ausweisung von Wildnis in störungsreichen Landschaftsausschnitten plädierten, da hier weitere co-evolutive Prozesse für mehr Artenreichtum sorgen. Auch der Einsatz von halbwilden Weidetieren auf Wildnisflächen wurde befürwortet, da diese Arten initiale Lebensräume für andere bereiten können (z. B. Dung, Totholz durch Schälen, Sandkuhlen). Argumentiert wurde mit dem begrenzten Flächenzugriff des Naturschutzes, nach dem ein großflächiges nationales Vorhaben wie das des Wildnisziels der NBS auch einen möglichst optimalen Mehrwert für die bedrohte Tier- und Pflanzenwelt erzeugen müsse. Diese Argumentation wurde zunächst kaum beachtet. Anfang 2020 veröffentlichte der Wissenschaftliche Beirat für Waldpolitik und der Wissenschaftliche Beirat für Biodiversität und Genetische Ressourcen beim Bundesministerium für Ernährung und Landwirtschaft einen Bericht, der diese Punkt inhaltlich identisch wiedergibt und die Wirksamkeit im Sinne des Biodiversitätsschutzes von Wildnis ebenfalls v. a. in störungsreichen Lebensräume sieht.

### Philosophische Betrachtungen
In der Diskussion um „neue Wildnisse“ gibt es sicherlich gute Gründe für und gegen die Details der entsprechenden Konzepte. Die Grundsatzfrage ist jedoch, ob der Mensch bereit ist, ein „Grundrecht der Natur“ anzuerkennen oder seine Vorstellungen von Natur höher zu bewerten. Der amerikanische Ökologe Aldo Leopold hat diese Philosophie drastisch formuliert:

„Wildnis ist eine Absage an die Arroganz des Menschen.“

Hubert Weinzierl, ehemaliger Vorsitzender des Bundes Naturschutz, hat ein diplomatisches Plädoyer für die Wildnis abgegeben. Er schrieb 1998:

„Wollen wir eine Momentaufnahme menschengemachter Landschaft für immer konservieren oder wollen wir die Natur an sich schützen? (…) Wir sollten (…) wieder viel mehr den Mut zur Wildnis beweisen und uns nicht mit ein paar ‚Biotopen‘, als Landschaftsalmosen sozusagen, abspeisen lassen. Vielmehr sollten die Naturschutzgebiete als Perlen eingebettet sein in eine Landschaft, mit der wir insgesamt anständiger umgehen. Wir brauchen also künftig den Naturschutz auf der Gesamtfläche. Und wir brauchen wieder einen Hauch von Wildnis in unserem Lande, damit wir uns nicht ganz von der Natur entfernen. Das bedeutet einige Korrekturen in unserer Denkweise: (Dazu gehört auch) das Eingeständnis bei uns Naturschützern selbst, dass manche Pflege-Manie letztlich dem anthropozentrischen Wunschdenken entspricht, die Natur so zu bewahren, wie wir sie gerne haben möchten.“

Der amerikanische Schriftsteller Edward Abbey schrieb in Desert Solitaire:

„[…] Wildnis ist kein Luxus, sondern ein Bedürfnis des menschlichen Geistes, so lebenswichtig wie Wasser und gutes Brot. Eine Zivilisation, die das wenige zerstört, was von der Wildnis übrig ist, das Spärliche, das Ursprüngliche, schneidet sich selbst von ihren Ursprüngen ab und begeht Verrat an den Prinzipien der Zivilisation.“

„Aber die Liebe zur Wildnis ist mehr als ein Hunger nach dem, was außerhalb unseres Einflußbereichs liegt; sie ist ein Ausdruck der Loyalität zur Erde, der Erde, die uns hervorbringt und ernährt, die einzige Heimat, die wir je kennen werden, das einzige Paradies, das wir benötigen – wenn wir denn die Augen hätten [es] zu sehen.“

Henry David Thoreau, der amerikanische Schriftsteller, Unitarier, Philosoph und Mitbegründer des Transzendentalismus war ein starker Verfechter der Wildnis und forderte auf, sie als öffentlich zugängliches Land zu bewahren.
In seinem Essay Walking beschreibt er Wildnis als einen Schatz, der erhalten werden muss, anstatt geplündert zu werden:

„Ich würde gerne ein Wort über die Natur aussprechen, für absolute Freiheit und Wildheit, wie sie sich gegenüber einer Freiheit und lediglich zivilen Kultur abhob – um Menschen als Bewohner betrachten, oder ein Teil oder Stück der Natur, anstatt eines Mitglieds einer Gesellschaft.“

„Leben ist Wildheit. Am lebendigsten ist der Wildeste.“

## Dokumentarfilme
- 2022: Wilde Wälder, Regie: David Cebulla

### Interaktive Karten
- Last of the wild, Wildnisgebiete mit Biomzuordnung, Columbia University, 1995–2004
- Global forest Change, Intakte Waldwildnis contra Waldvernichtung
- Roadless-Map, Karte zu den straßenlosen Gebieten der Erde als Indikator für Wildnis
- wilderness-Map, Wildnis-Gebiete der USA

### Organisationen
- Wild Europe, europäische Wildnisschutz-Initiative
- European Wilderness Society, Europas Wildnisschutz-Organisation
- wildnisindeutschland.de, Protektionsseite für Wildnis in Deutschland der Zoologischen Gesellschaft Frankfurt von 1858 e. V.
- Wildnisstiftung „Ark“ in den Niederlanden (niederländisch, englisch)

### Hintergrundwissen

#### Deutschland
- Audio: Warum wir Wildnis brauchen - MDR Wissen vom 1. Oktober 2021
- Lüneburger Erklärung zu Weidelandschaften und Wildnisgebieten (PDF; 40 kB)
- Tagungsdokumentation „Wildnisgebiete in Deutschland“ – 19. bis 22. November 2012, Bundesamt für Naturschutz – Internationale Naturschutzakademie Insel Vilm
- Deutsche Bundesstiftung Umwelt: Neue Wege zur Wildnis in den Wäldern des DBU Naturerbes. (Memento vom 2. April 2015 im Internet Archive). Presseerklärung vom 18. September 2009
- Bayerische Akademie für Naturschutz und Landespflege: Wildnis als Kulturaufgabe Bericht einer Tagung vom 8. bis 9. Dezember 2008
- Projektgruppe Wildnis – Wildnis als kulturelle Idee. (Memento vom 22. Februar 2011 im Internet Archive). Lehrstuhl für Landschaftsökologie der TU München
- „Wildnis im Dialog. Wege zu mehr Wildnis in Deutschland“ Dokumentation und ausgewählte Beiträge zum BfN-Workshop 2014

#### Übersee
- Website des Wilderness Institutes der University of Montana, des Arthur Carhart National Wilderness Training Center und des Aldo Leopold Wilderness Research Institute (englisch)
- D. R. Williams: The Social Construction of Arctic Wilderness: Place Meanings, Value Pluralism, and Globalization. (PDF; 587 kB). 2011

#### Philosophie
- Eintrag Wildnis im Online-Lexikon Naturphilosophische Grundbegriffe.